# Das Sinngedicht

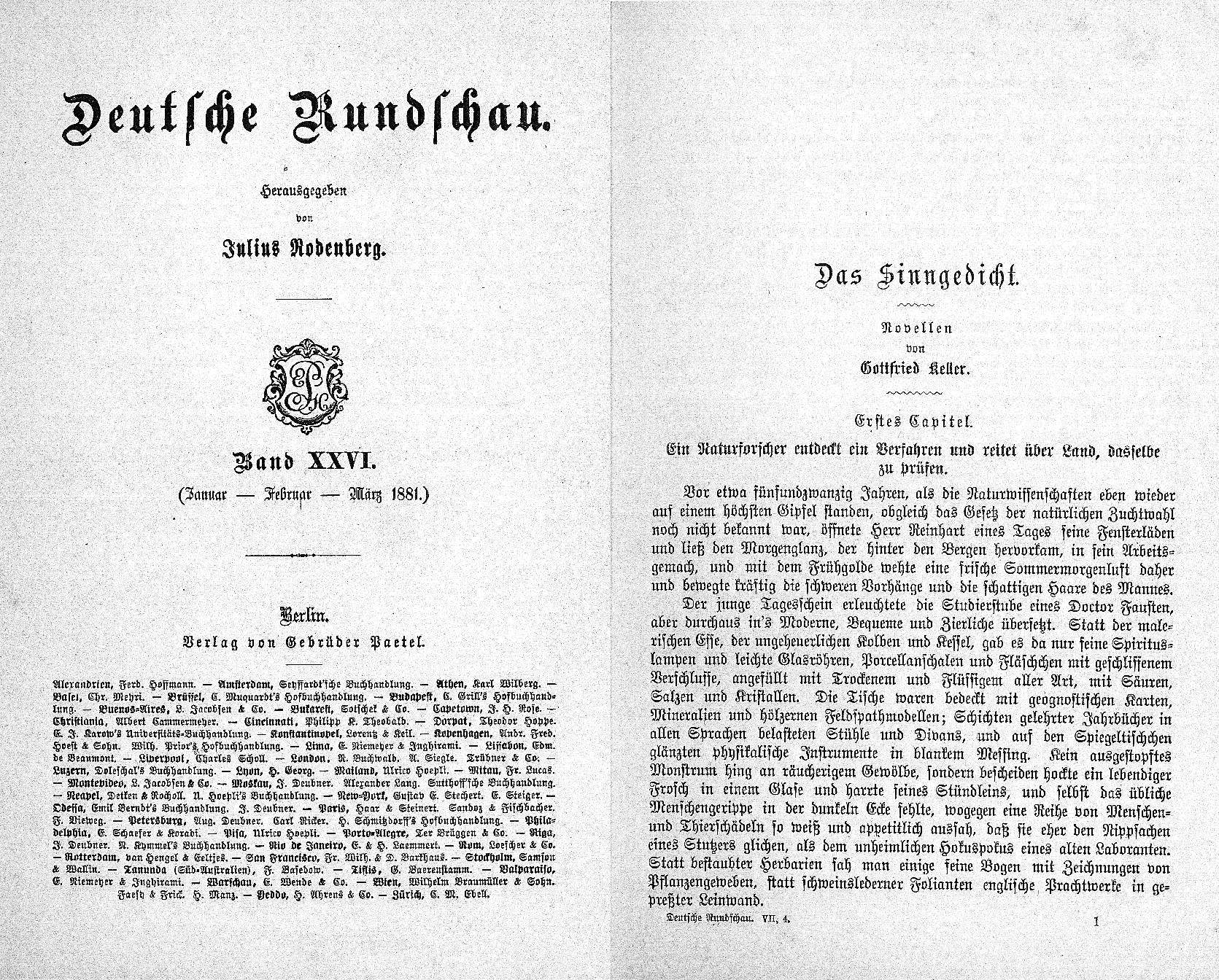
Das Sinngedicht, Erstdruck 1881

Das Sinngedicht ist ein Novellenzyklus des Schweizer Dichters Gottfried Keller. Erste Ideen zu dem Werk notierte Keller sich 1851 in Berlin, wo er 1855 auch die Anfangskapitel zu Papier brachte. Der größte Teil des Textes entstand jedoch erst 1881 in Zürich, während bereits der Vorabdruck in der Deutschen Rundschau stattfand. Eine erweiterte Buchfassung folgte Ende des Jahres.
Der Zyklus ist nach einem Sinngedicht (Epigramm) des Barock-Poeten Friedrich von Logau benannt, welches darin eine Rolle spielt. Es lautet: „Wie willst du weiße Lilien zu roten Rosen machen? / Küß eine weiße Galathee: sie wird errötend lachen!“ Galateia, (Galatea, Galathée), schönste der Töchter des Meergottes Nereus, galt von alters her als Verkörperung der erregenden, zugleich aber auch zügelnden Wirkung weiblicher Schönheit auf das männliche Begehren. Im Geiste der galanten Poesie wendet sich Friedrich von Logau an junge Kavaliere und gibt ihnen „durch die Blume“ den Rat, sich keine allzu strengen Zügel anlegen zu lassen. Dichter und Publikum des 19. Jahrhunderts verbanden mit dem Namen Galathee außerdem das Ovidsche Verwandlungsmärchen vom Künstler Pygmalion, der sich mangels einer liebenswürdigen Gefährtin eine Elfenbeinstatue erschafft, worauf die Götter sich seiner erbarmen und das Bildwerk unter seinem Kuss lebendig werden lassen.
Die sieben Sinngedicht-Novellen, deren jede eine glückliche oder unglückliche Liebeswahl zum Thema hat, sind in eine Rahmenerzählung eingeflochten, die selbst eine Liebesnovelle ist. Diese spielt im Deutschland der 1850er Jahre in der romantischen Umgebung einer Universitätsstadt. Von dort reitet an einem schönen Junimorgen der junge Naturforscher Herr Reinhart aus, um – wie er es nennt – wissenschaftliche Beobachtungen anzustellen. Abends gelangt er hoch überm Tal zum Landsitz der bücherliebenden und sprachenkundigen Lucie. Herr Reinhart ist von der Schönheit und dem Witz seiner Gastgeberin bezaubert; zugleich fühlt er sich von ihrer geistigen Selbständigkeit herausgefordert. In dieser Laune teilt er ihr das Logausche Sinngedicht mit, das ihm als erotischer Reiseführer und Anleitung zu Kuss-Experimenten dient. Als er obendrein seine tagsüber gesammelten Erfahrungen zum Besten gibt – eine hat beim Kuss nur gelacht, eine andere ist nur errötet, bei einer dritten hat er den Versuch abgebrochen – straft ihn die erzürnte Lucie mit der Geschichte von einer törichten Person, die sich mit erschlichenen Küssen unglücklich macht. Damit eröffnet sie ein Streitgespräch anhand von Beispielerzählungen, welches sich um die geistige Ebenbürtigkeit von Mann und Frau als Voraussetzung glücklicher Ehen dreht. Zu Lucies Freude erweist sich Reinhart nicht als Herzensbrecher, sondern als schicksalkundiger Erzähler; zu ihrem Ärger lässt er die Helden seiner Geschichten nur dann eine glückliche Wahl treffen, wenn sie sich mit demütig-dienstbaren Frauen verbinden. Da steuert Lucies Oheim, ein alter Kavallerieoberst, eine persönliche Erfahrung bei und versetzt damit Reinharts Glauben an die männliche Wahlfreiheit in der Liebe einen schweren Stoß. Noch einmal holt der Gast weit aus und beeindruckt mit der Geschichte eines portugiesischen Seefahrers, der seine Zukünftige, eine afrikanische Sklavin, buchstäblich vom Boden aufliest. Doch Lucie kontert elegant mit einer jungen Indianerin, die einem französischen Offizier die Trophäen seiner Herzensbrecherkarriere abjagt. Entwaffnet räumt der Forscher das Feld, kehrt aber wieder, – und nun wächst die Zuneigung der beiden rasch über die Freundschaft hinaus und flammt als große Liebe auf. Beim Kuss errötet Lucie und lacht dazu: das Logausche Epigramm hat sich bewährt.
Das Sinngedicht bescherte Keller bei der zeitgenössischen Leserschaft und Literaturkritik den größten Erfolg seiner schriftstellerischen Laufbahn. In rascher Folge erschienen mehrere Auflagen. Rezensenten bescheinigten dem Autor klassisches Format und stellten das Werk an die Seite des Decamerone. Literaturhistoriker rühmten die Verflechtung von Rahmenhandlung und Binnenerzählungen als einzigartig kunstvoll. Letzteres wurde später auch bestritten: Der Wandel des literarischen Geschmacks, der im 20. Jahrhundert eintrat, erschwerte Lesern und Kritikern den Zugang zu einem Werk, dessen Autor modernen Themen bewusst aus dem Weg zu gehen schien. Dass die Erzählung in Wirklichkeit ein breites Spektrum solcher Themen entfaltet, unter ihnen so aktuelle wie das Verhältnis der Geschlechter und das Verhältnis von Natur- und Geisteswissenschaft („Zwei Kulturen“), wurde erst ab den 1960er Jahren deutlich, als sich die Literaturwissenschaft mit Erzähltheorie, Gender Studies, Diskursanalyse, Wissenschaftsgeschichte neue Forschungsgebiete erschloss. Wegen seiner Themenvielfalt stellt der Zyklus hohe Anforderungen an die Interpreten. Vor allem die Frage nach Kellers Haltung zur Frauenemanzipation und zum naturwissenschaftlichen Fortschritt fordert zu kontroversen Deutungen heraus. Einig sind sich die meisten Interpreten über die hohe literarische Qualität des Werks.
Keller gliederte den Text in dreizehn Kapitel. Vom siebten bis zum zwölften sind diese mit dem Titel der Novelle überschrieben, die darin erzählt wird. Davor und zum Schluss kündigen die Überschriften an, was im Kapitel geschieht. Dieser Kunstgriff, nach dem Muster des Don Quijote, taucht die Unternehmung des Herrn Reinhart in ein heiter-ironisches Licht. Die Rahmengeschichte ist durchweg aus der Perspektive der männlichen Hauptfigur erzählt. Der fahrende Naturforscher fasst seine Kussabenteuer anfänglich als Schritte einer wissenschaftlichen Versuchsreihe auf, nimmt sich dabei aber nicht halb so ernst wie Cervantes’ sinnreicher Junker von der Mancha.

## Inhalt

### Ein Naturforscher entdeckt ein Verfahren und reitet über Land, dasselbe zu prüfen
Herrn Reinharts Tagewerk beginnt mit der Verdunkelung seiner Studierstube. Von dem ganzen schönen Sommermorgen darf durch ein Löchlein im Fensterladen nur ein dünner Lichtstrahl herein, um dann durch Kristalle gelenkt zu werden, deren Baugeheimnisse er aufklären soll. Doch kaum blickt Reinhart in die Röhre, erinnert ihn ein stechender Schmerz daran, wie sehr diese Arbeit seinen Augen schadet. Während er darüber nachdenkt, was es mit gesunden Sinnen Gutes zu sehen und hören gibt – die weibliche Gestalt und Stimme etwa –, beschleicht ihn das Gefühl, als habe er mit dem Morgenglanz die Welt und die Menschen ausgesperrt und versäume über seiner Wissenschaft das Leben. Erschrocken stößt er die Fensterläden wieder auf und sucht eines der Bücher hervor, die von den halbvergessenen menschlichen Dingen handeln. Als er es aufschlägt, fällt sein Blick auf das Logausche Epigramm:
Wie willst du weiße Lilien zu roten Rosen machen?

Küß eine schöne Galathee, sie wird errötend lachen!
„Welch ein köstliches Experiment!“ ruft er aus. „Gerade so muss es sein: errötend lachen!“ Er notiert sich das Rezept und steckt den Zettel in die Brieftasche. Dann macht er sich reisefertig, mietet ein Pferd und verlässt die Stadt, entschlossen, nicht zurückzukehren, bis ihm der lockende Versuch gelungen.

### Worin es zur einen Hälfte gelingt
Der fahrende Naturforscher kommt zu einer schönen neuen Brücke. Am Brunnen vor dem Zollhäuschen kämmt sich die junge Zöllnerin das von der Morgenwäsche feuchte Haar. Reinhart macht ihr Komplimente, plaudert mit ihr und vernimmt, dass es der Jugendgeliebte der Schönen war, der die Brücke so schlank und rank entworfen hat. Freilich habe der junge Baumeister, um den Auftrag zu erhalten, die bucklige Tochter eines Ratsherrn zur Frau nehmen müssen. Seither schaue er sie, seine Verflossene, nur noch verstohlen an und wage nicht mehr zu grüßen. Dafür kennten und grüßten sie nun alle Flussschiffer, und wer über die Brücke gehe, drehe sich nach ihr um. Reinharts ritterliches Angebot, auch er wolle das Lob ihrer Schönheit verbreiten – für einen Kuss –, schlägt sie aus. „So werde ich dennoch reden, auch wenn Ihr mich nicht küßt, böse Schöne!“ Da schwingt sie sich zu ihm hinauf, umhalst und küsst ihn lachend. Aber sie errötet nicht, obgleich auf ihrem weißen Gesicht der bequemste und anmutigste Platz dafür vorhanden war.

### Worin es zur andern Hälfte gelingt
Zu Mittag steigt Herr Reinhart in einem dörflichen Pfarrhof ab. Seine Bekannten, die Pfarrersleute, preisen ihr Familienleben als fein ausgearbeitetes Kunstwerk der göttlichen Weltregierung, während die blühende Tochter dem Besucher zulieb ihr himmelblaues Seidenkleid anlegt: Auch hatte sie zwei goldene Löcklein entfesselt und eine schneeweiße Küchenschürze umgebunden; und sie setzte einen Pudding so sorgfältig auf den Tisch, wie wenn sie die Weltkugel hielte. Dabei duftete sie angenehm nach dem würzigen Kuchen, den sie eben gebacken hatte. Beim Abschied winkt sie den Gast geheimnisvoll hinter einen Fliederbusch und übergibt ihm einen Brief an ihre Freundin im Landhaus auf dem Berg. Reinhart ergreift die Gelegenheit: Zitternd stand sie still, und als er sie nun umarmte, erhob sie sich sogar auf die Zehen und küsste ihn mit geschlossenen Augen, über und über mit Rot begossen, aber ohne nur zu lächeln, vielmehr so ernst und andächtig, als ob sie das Abendmahl nähme.

### Worin ein Rückschritt vermieden wird
Im Gasthaus „zum Waldhorn“ lässt Reinhart dem Pferd Hafer vorschütten und unterhält sich mit der einsamen, gutaussehenden Wirtstochter. Die Komplimente, die sie gerne hören möchte, hält er zurück, spricht von der Heuernte und den Preisen, und neckt sie damit so lange, bis sie ihn zum Flirt förmlich auffordert: „Fangen Sie an, Herr! und seien Sie witzig und vorlaut, und ich werde mich zieren und spröde tun!“ Nun aber verschlägt es ihm ob ihrer Zungenfertigkeit die Sprache, und sie bestreitet die Unterhaltung mit Grobheiten und seltsamen Schmeicheleien fast alleine. Die angebahnte Kussprobe unterlässt der Forscher, zumal er vorhersieht, dass die Schöne dabei lachen, aber nicht erröten wird. Denn schon drängt es ihn, keine unnützen Versuche mehr zu unternehmen und sich des lieblichen Erfolges im voraus würdig zu machen. Höflich nimmt er Abschied, gespannt, was ihn bei der Freundin der Pfarrerstochter erwartet.

### Herr Reinhart beginnt die Tragweite seiner Unternehmung zu ahnen

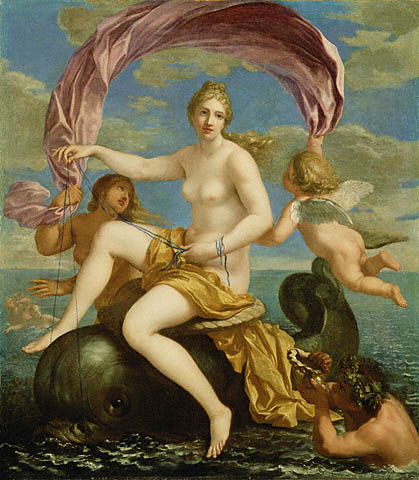
Galateia unter rosenfarbenem Schleier von einem Delphin getragen. Jacques Stella ca. 1650

Der Reisende hat einen Seitenpfad eingeschlagen, der sich bald im Dickicht eines Bergwaldes verliert. Als er nach beschwerlichen Irrgängen die Höhe erreicht, weicht die Wildnis einer kunstvollen Parkanlage. Ross und Reiter richten auf den verschlungenen Wegen einigen Schaden an und kommen inmitten von Blumenbeeten vor einem zierlichen Gitter zum Stillstand. Im Schein der Abendsonne erblickt Reinhart eine Terrasse mit einem von alten Bäumen umstandenen Landhaus. Davor, an einem Marmorbrunnen mit von Delphinen getragener Schale, steht eine schlanke Frauengestalt im weißen Sommerkleid und ordnet einen Korb frischgeschnittener Rosen. Reinhart steigt ab, öffnet die Brieftasche und überreicht ihr – anstatt des Briefes das Blättchen mit dem galanten Vers: Sie hielt es zwischen beiden Händen und sah den ganz verwirrten und errötenden Herrn Reinhart mit großen Augen an, während es zweifelhaft, ob bös oder gut gelaunt, um ihre Lippen zuckte. Als dieser Entschuldigungen stammelnd seine Fehlleistung korrigiert, hellt ihre Miene sich auf. Sie begrüßt den Eindringling mit einer schalkhaften Strafpredigt, worauf er sich wieder fasst und im gleichen Ton antwortet. Insgeheim nimmt er sich vor, hier oder nirgends das Sprüchlein des alten Logau [zu] erproben.

### Worin eine Frage gestellt wird
Lucie, so wird die Dame gerufen, entfernt sich, um dem erkrankten Hausherrn, ihrem Oheim, die Ankunft eines Gastes zu melden. Herr Reinhart folgt ihrer Einladung, sich im Hause umzuschauen, und mustert die Bilder und Bücher in ihrem Arbeitszimmer. Griffbereit beim Schreibtisch steht eine Sammlung von Autobiografien, auf einem weiteren Tisch liegen Pläne für Parkanlagen, auf einem dritten Vokabelhefte und Wörterbücher. Was er sieht, füllt ihn mit Achtung, doch macht es ihn auch beinah eifersüchtig. Als Lucie zurückkehrt, ruft er aus: „Warum treiben Sie alle dieses Dinge?“ worauf sie, statt zu antworten, ihn mit etwas strengerer Höflichkeit zu Tisch bittet.

### Von einer törichten Jungfrau

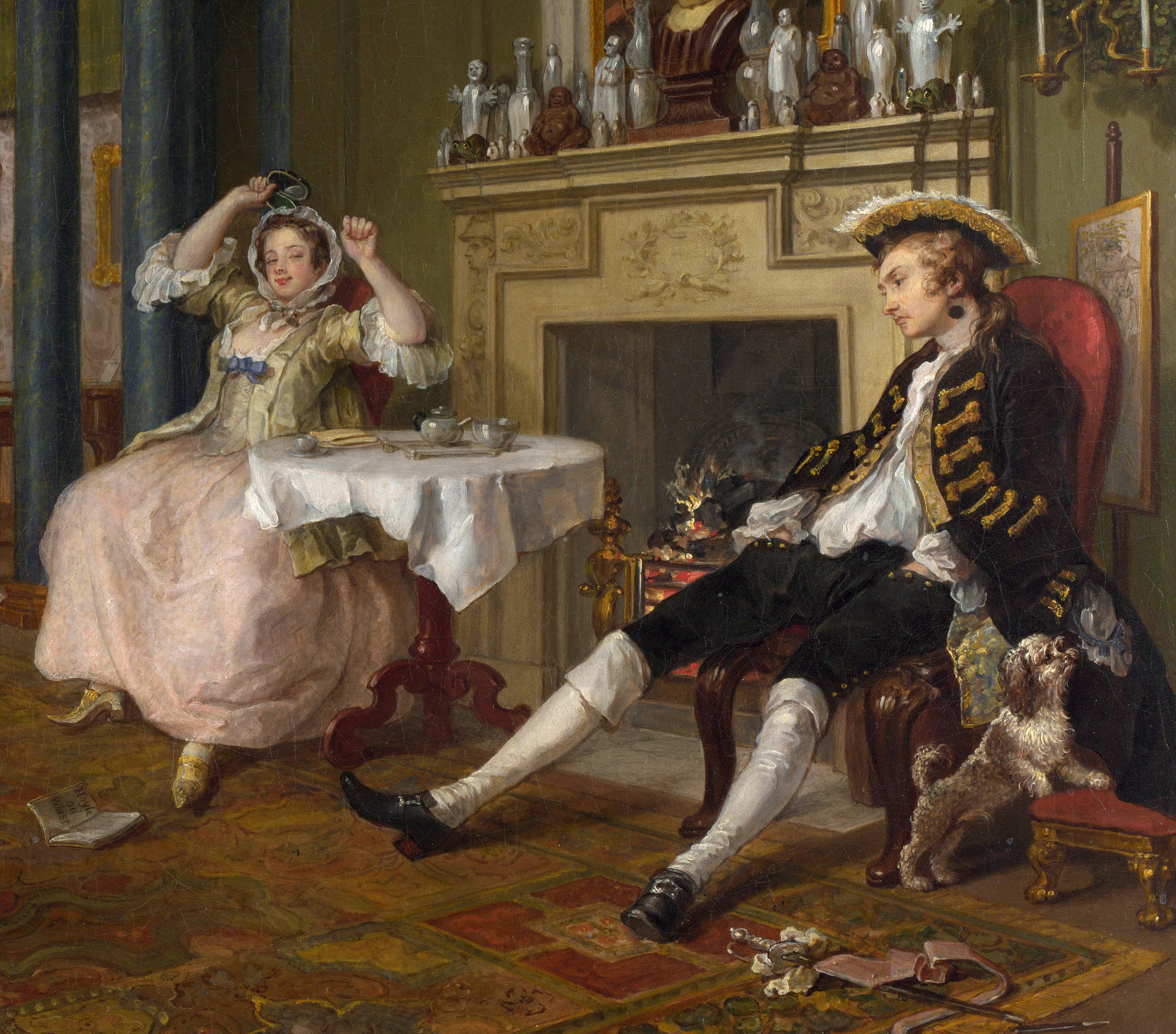
Junges Paar, das sich nichts mehr zu sagen hat. (William Hogarth 1743)

Obwohl der Gast sogleich das Ungehörige seiner Frage einsieht, benimmt er sich beim Abendessen, an dem auch Lucies hübsche Mägde teilnehmen, erneut daneben. Erst erwähnt er sein Augenübel und zitiert dazu ein altes Volksarzneibuch: kranke Augen sind zu stärken und werden gesunden durch fleißiges Anschauen schöner Weibsbilder. Dann erzählt er, von unkluger Aufrichtigkeit geplagt, den vollständigen Hergang und die Beschaffenheit seines Ausfluges. Jetzt reicht es Lucie: Zornröte im Gesicht erhebt sie sich vom Tisch: „So gedenken Sie wohl, Ihre eleganten Abenteuer in diesem Hause fortzusetzen?“ Mit knapper Not kann Reinhart seinen Hinauswurf abwenden, muss aber zum Zeichen, dass er nichts im Schilde führt, den ruchlosen Reimzettel ausliefern. Nachdem Lucie das Blättchen verbrannt hat, lässt sie die Mädchen ihre Spinnräder hervorholen und erzählt die Geschichte einer törichten Jungfrau, eben jener Wirtstochter, von der sich der Naturforscher bei der Rast im „Waldhorn“ vorsichtshalber nicht küssen ließ. Sie heißt Salome.
Salome, als junges Mädchen eine Schönheit, hält sich wegen ihres flinken Mundwerks für ausnehmend gescheit. Ohne je etwas Rechtes gelernt zu haben, – sie kann nur mit Mühe lesen und schreiben –, legt sie es frühzeitig darauf an, einen der jungen Stadtherren zu umgarnen, die sich zu Jagdausflügen scharenweis im „Waldhorn“ sammeln und ihr den Hof machen. Zu ihrem Kummer aber meint es keiner ernst, am wenigsten ein Junker Drogo, der ihr am meisten nachstellt und die Gesellschaft beim Ausdenken unfeiner Neckereien noch übertrifft. Diesem fällt es ein, so zu tun, als habe Salome ihn heimlich erhört. Um seine Kumpane, die ihm überall nachschleichen, recht zum Narren zu halten, setzt er sich abends in eine dunkle Gartenlaube und täuscht mit Geflüster und Luftküssen ein tête-à-tête vor. Er ahnt nicht, dass Salome sich zuvor in der Laube verborgen hat, um ungestört zu schmollen. Blitzschnell ergreift sie jetzt die Gelegenheit, wirft sich ihm an den Hals und aus den Luftküssen werden wirkliche Küsse. Die Meute überfällt das Paar mit Hallo und Glückwünschen, Salomes Eltern und ein finster blickender Bruder fordern Erklärung, und so bleibt Drogo nichts übrig, als sich mit ihr zu verloben.
Doch zur Hochzeit kommt es nicht. In die Stadt verpflanzt, wo sie bei Freunden ihrer künftigen Schwiegereltern feinere Umgangsformen lernen soll, stellt Salome sich so ungeschickt an, dass man sie hinter ihrem Rücken bald nur noch das Kamel nennt. Als eines Tages das traute Zusammensein des Pärchens mangels Gesprächsstoff in ein Gähnduett mündet, nennt der Bräutigam sie selber so. Da packt Salome der Bauernzorn: Sie wirft Drogo seine Brautgeschenke vor die Füße, verlässt auf der Stelle das Haus und läuft laut weinend zurück aufs Dorf zu ihren Eltern.
Dort sitze sie immer noch, schließt Lucie. Für einen Landmann zu fein, für einen Städter zu grob, gehe sie ihrer Lieblingslaune nach, die Männer zu verachten und mit ihnen zu spielen.

### Regine
Bei aller Anerkennung des freien Standpunkts der Erzählerin findet Reinhart dieses Urteil zu hart. Auch sind ihm die strafenden Anspielungen auf seine Kussabenteuer nicht entgangen. So beschließt er, Lucie Paroli zu bieten und die sitzengebliebene Schöne zu verteidigen: Immerhin habe sie Stolz bewiesen. Vielleicht könnte ein wahrhaft gebildeter, geistig überlegener Mann eine lohnende Aufgabe darin finden, „das Reis einer so schönen Rebe an den Stab zu binden und gerade zu ziehen.“ Lucie schaut ihn mitleidig an: „Edler Gärtner!“ […] „aber die Schönheit geben Sie also nicht so leicht preis wie den Verstand?“ Schönheit sei nicht das Wort, meint Reinhart, sondern Wohlgefallen, und wenn das Gesicht, „das Aushängeschild des körperlichen wie des geistigen Menschen“ auf Dauer gefalle, könne es über alle Unterschiede von Stand, Bildung und Temperament hinweg ein Paar zusammenhalten. Nichts davon lässt Lucie gelten, kehrt es erbarmungslos gegen ihn: Jetzt verstehe sie endlich: „das gefallende Gesicht wird zum Merkmal des Käufers, der auf den Sklavenmarkt geht und die Veredlungsfähigkeit der Ware prüft, oder ists nicht so?“ Mit solch „orientalischen Anschauungen“, prophezeit sie ihm, werde er sich dereinst eine Magd aus der Küche holen.
Die Mädchen kichern und spitzen die Ohren, Reinhart nimmt das Stichwort gelassen auf: Was ihm blühe, wisse er nicht, doch habe er den Fall erlebt, „daß ein angesehener und sehr gebildeter junger Mann wirklich eine Magd vom Herde weggenommen und so lange glücklich mit ihr gelebt hat, bis sie richtig zur ebenbürtigen Weltdame geworden, worauf erst das Unheil eintraf.“ Er erzählt:

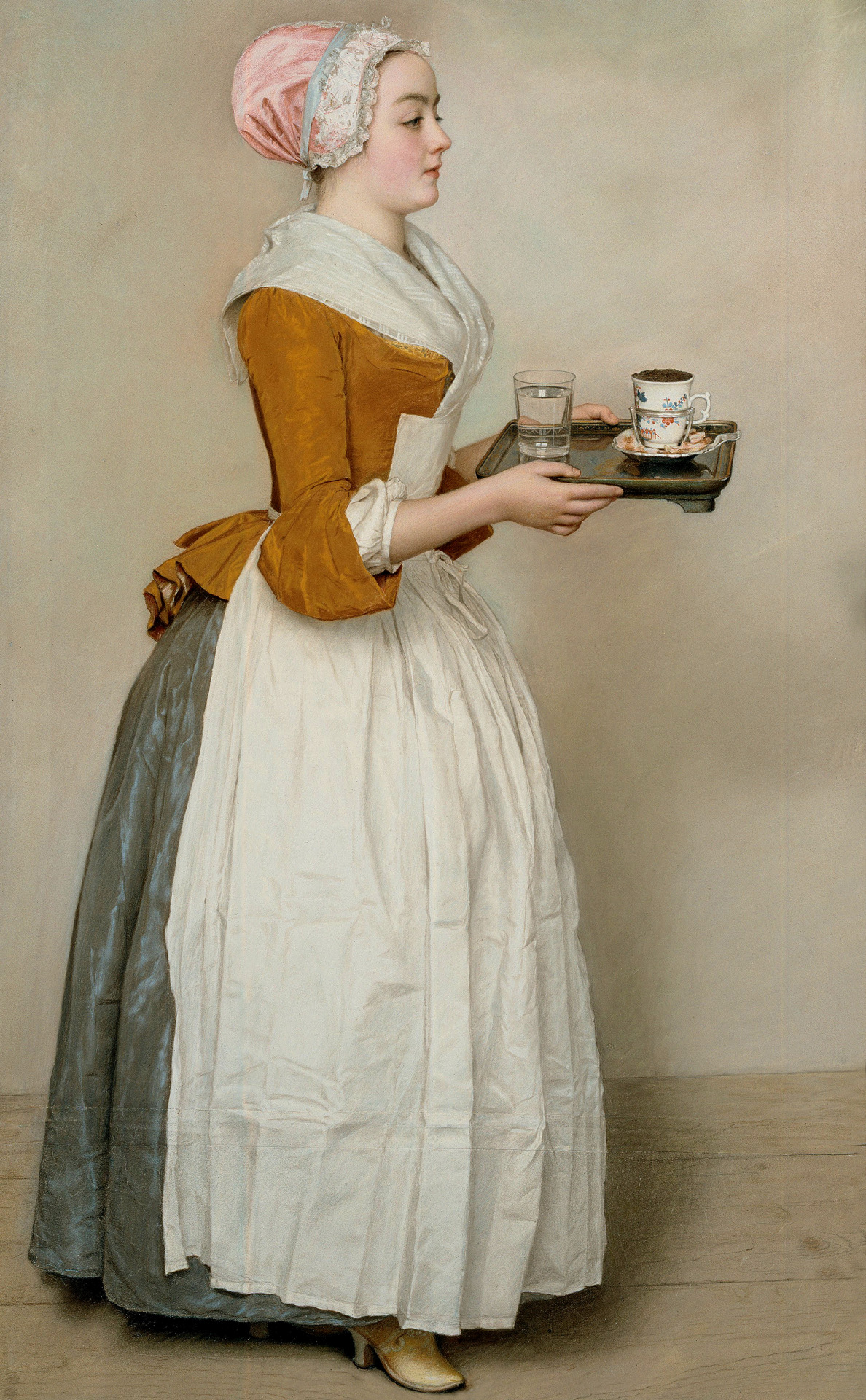
Dienstmädchen. (Jean-Étienne Liotard ca. 1744)

→ Hauptartikel Regine
Der Amerikaner Erwin Altenauer, Botschaftssekretär in einer deutschen Hauptstadt, sieht das Land seiner Vorfahren in romantischem Licht und hofft, eine recht sinnige und mustergültige deutsche Frauengestalt über den Ozean heimzuführen. Doch was aus der Ferne funkelt wie das Rheingold des Nibelungenlieds, erweist sich in den hauptstädtischen Salons als Talmi, und in den Bürgerkränzchen der Provinz stört ihn der Klatsch, mit dem jede entstehende Verbindung sofort überzogen wird. So schlägt er sich das Heiraten einstweilen aus dem Kopf. Da begegnet ihm auf der Treppe zu seiner Wohnung die schlicht gekleidete Regine, die im selben Hause Dienst tut. Wuchs, Gang und edle Gesichtszüge der Magd erinnern ihn an ein Königskind aus altdeutscher Sage.
Regine merkt schnell, dass sie von dem fremden Herrn keine Zudringlichkeit zu befürchten hat, und trifft sich heimlich mit ihm in seinen Räumen, um zu plaudern. Sie ist das jüngste Kind einer vielköpfigen Landarbeiterfamilie, die sie von ihrem geringen Lohn unterstützt. Brüder und Schwestern machen ihr Kummer, und manchmal denkt sie daran, auszuwandern, um das Elend hinter sich zu lassen. Erwin bringt ihr ein wenig Englisch bei und ist erstaunt, wie leicht sie lernt. Endlich fragt er sie, ob sie seine Frau werden möchte. Da bricht sie in Tränen aus und flieht. Er fährt ihr nach, findet sie bei ihren Angehörigen und hält um ihre Hand an. Nachdem er die Schulden, die auf dem winzigen Bauerngütchen lasten, bezahlt hat, steigt Regine zu ihm in die Kutsche. Einige Monate später hat sie gute Kleider tragen gelernt und tritt an seiner Seite die Hochzeitsreise an.
Die Mädchen haben aufgehört zu spinnen und sind ins Träumen geraten. Lucie schickt sie ins Bett, da sie befürchtet, das angekündigte Unheil werde mit der Bildung zusammenhängen. Reinhart bietet an, sie mit dem Schluss zu verschonen; schließlich widerspreche er seinen eigenen Lehrsätzen. Doch sie möchte die ganze Wahrheit hören.
Von Erwin behutsam angeleitet beginnt Regine nachzuholen, was ihr an Bildung und Lebensart fehlt. Als das Paar von längeren Aufenthalten in London und Paris nach Deutschland zurückkehrt, erkennt niemand mehr in der wunderschönen Dame das einstige Aschenputtel. Da ruft eine dringende Familienangelegenheit Erwin nach Amerika. Regine bittet ihn inständig, sie mitzunehmen, doch er reist alleine, wegen der einsetzenden Herbststürme, aber auch weil er sie erst nach Vollendung seines Erziehungswerkes ins Altenauersche Haus einführen möchte. Von der Idee besessen, Regine in ein Bild verklärten deutschen Volkstumes zu verwandeln, empfiehlt er sie der Obhut dreier Damen, die im Rufe einer großen und schönen Bildung stehen.
Was er nicht weiß, ist, dass man diese Damen hinter ihrem Rücken „die drei Parzen“ nennt, weil sie jeder Sache, deren sie sich annahmen, schließlich den Lebensfaden abschnitten. Im Bedürfnis selbst zu glänzen machen sie Regine alsbald zum Gegenstand eines Schönheitskultes und bringen die Arglose dazu, einer geschäftstüchtigen Malerin Modell zu sitzen. So geschieht es, dass Erwin bei seiner Rückkehr an fremden Orten Bildnissen seiner Frau begegnet, darunter einem Halbakt. Dieser schmückt die Wohnung eines jungen diplomatischen Kollegen. Regine selbst findet er verändert, auf seine Fragen reagiert sie seltsam verstört. Als er aus zuverlässiger Quelle erfährt, sie habe während seiner Abwesenheit nachts einmal Männerbesuch erhalten, scheint ihm ihre Untreue kaum noch zweifelhaft. Doch ein Gefühl der Mitschuld hindert ihn, sie zu verurteilen, ja er stellt sie nicht einmal zur Rede. Stumm erwartet er von ihr eine Erklärung. Regine aber, die von seinem Verdacht nichts ahnt, schweigt.
Sie schweigt auch beim überstürzten Aufbruch nach Amerika, auf der wochenlangen Fahrt übers Meer und nach dem Einzug ins Altenauersche Haus. Da Erwin gleich verreist und die Hausbewohner der schwermütigen jungen Frau mit übergroßer Schonung begegnen, lebt sie dort bald wie eine freiwillige Gefangene. Erwin aber fühlt unterwegs doppelt die Last des Elends, in das er mit Regine geraten und bricht seine Reise ab. Zur rückhaltslose Aussprache entschlossen kehrt er nach Hause, eilt zu ihr und findet sie erhängt in ihrem Schlafgemach. Aus ihrem Abschiedsbrief geht hervor, dass sie ihm ersparen wollte, mit der Schwester eines Verbrechers verheiratet zu sein. Der nächtliche Besucher war ihr Bruder, der im Streit seinen Arbeitgeber erschlug. Regine verhalf ihm zur Flucht, doch er wurde wenig später verhaftet, aufgrund eines falschen Anscheins als Raubmörder verurteilt und hingerichtet.
Altenauer sei nach Deutschland zurückgekehrt, um Regines Andenken zu schützen; er habe bisher nicht wieder geheiratet, endigt Reinhart seine Erzählung. Lucie gesteht ihm nachdenklich zu, dass mit den drei Parzen und der Malerin eine schlimme Abart der Bildung von Einfluss auf Regines Schicksal gewesen sei. Erwin aber habe aus Eitelkeit versäumt, „seiner Frauenausbildung den rechten Rückgrat zu geben“. Es ist spät geworden, man zieht sich zurück. Sie fürchte beinahe, sagt Lucie beim Abschied, „im Traum die schöne Person wie eine mythische Heroenfrau an der seidenen Schnur hängen zu sehen“.

### Die arme Baronin

Als Bacchanten kostümierte Winzer (Vignette von Moritz Retzsch)

Lucies Oheim, Oberst im Ruhestand, wird an Krücken zum Frühstückstisch geleitet. Er fasst den Gast scharf ins Auge und stellt fest, dass er als junger Leutnant mit dessen Eltern eng befreundet war. Die Entdeckung setzt ein heiteres Gespräch in Gang, in welchem der Oheim seine Nichte ein wenig aufzieht: „Ich hoffe, es gibt eine schöne alte Jungfer aus ihr, die ewig bei mir bleibt und auf meinem Grabe fromme Rosen züchtet“. Lucie reicht die Stichelei weiter: Das könne leicht geschehen, würden sich Ansichten wie die des Herrn Reinhart durchsetzen: „Denk dir, Onkel, […] die gebildeten Männer verbinden sich jetzt nur mit Dienstmädchen, Bäuerinnen und dergleichen; wir gebildeten Mädchen aber müssen zur Wiedervergeltung unsere Hausknechte und Kutscher nehmen, und da besinnt man sich doch ein bißchen!“ Ob Reinhart vielleicht eine weitere Treppenheirat auf Lager habe? Der Gast bejaht, kündigt „eine Heirat aus reinem Mitleiden“ an und erzählt:
Brandolf, ein junger Rechtsgelehrter, Sohn eines bürgerlichen Gutsbesitzers, ist nur glücklich, wenn er Menschen bessern kann, sei’s durch Belohnung, sei’s durch erzieherische Strafen. Eines Tages übersieht er auf der Treppe zur Wohnung von Freunden eine Dienstmagd und stößt sie hart an. Als er sich deswegen Vorwürfe macht, lachen die Freunde ihn aus: Die Person sei eine Baronin, zu geizig, um sich eine Magd zu halten, zu adelsstolz, um mit den Hausbewohnern auch nur ein Wort zu sprechen. Sogleich beschließt Brandolf, sie zu bessern, und da die Dame von der Untervermietung lebt, zieht er bei ihr ein. Doch sein Eifer läuft ins Leere: Die Baronin Hedwig von Lohausen ist zwar menschenscheu, aber nicht hochmütig, und was als Geiz erscheint, erweist sich als notgedrungene Sparsamkeit. Die an sich hübsche, aber verhärmte und aschenbrödelhafte Frau ernährt sich fast von nichts. An einem Wintermorgen findet Brandolf sie mit hohem Fieber hilflos in ihrer eiskalten Schlafkammer. Er sorgt für Arzt und Pflegerin und räumt ihr eines seiner Zimmer. Wochenlang fürchtet er um ihr Leben; dann lächelt sie ihn erstmals an, während sich ein schwacher rötlicher Schimmer, gleich demjenigen auf den Rosen, über die blassen Wangen verbreitet. (Der Erzähler kann es nicht lassen, an dieser Stelle das ruchlose Sinngedicht einzuflechten).
Als Hedwigs Genesung fortschreitet, vertraut sie Brandolf ihre Geschichte an: Im Geschlecht derer von Lohausen verschwenden die Männer seit Generationen die Mitgift ihrer Frauen. Sie selbst wurde durch einen Schurkenstreich um ihr Erbe betrogen. Ihre beiden Brüder verheirateten sie mit einem scheinbaren Ehrenmann, der sie dann brutal misshandelte, ebenso ihr Kind, das an den Folgen starb. Zwar erreichte sie die Scheidung, doch die drei Komplizen sind mit ihrem Vermögen verschwunden, nur der feudale Hausrat ist ihr geblieben. Diesen möchte sie jetzt verkaufen und sich eine Stelle als Wirtschafterin suchen. Brandolf, hocherfreut, weist sie an seinen verwitweten Vater. Nachdem Hedwig einen Sommer lang dessen Haus verwaltet hat, wünscht der alte Herr, sie als Schwiegertochter um sich zu haben, und drängt Brandolf zur Heirat. Überredung braucht es bei beiden nicht, ihr Hochzeitstag wird auf das Fest der Weinlese angesetzt.
Da tauchen die Gebrüder Lohausen und ihr Komplize wieder auf. Sie haben Hedwigs Vermögen an der Börse verspielt und sind danach wegen Wechselbetrugs im Zuchthaus gesessen. Brandolf, in Sorge um Hedwig, fasst einen Plan, ihr die drei durch eine erzieherische Strafaktion ein für alle Mal vom Halse zu schaffen. Er lässt die mittlerweile zu Bettelmusikanten herabgesunkenen Junker zu seiner Hochzeit laden. Gegen Geld und reichlich Essen sollen sie im Maskenzug der Winzer die Teufel des schlechten Weines verkörpern und dazu ihre katzenjämmerliche Musik spielen. So werden die drei am Hochzeitstag als Krampusse verkleidet und an ihren Teufelsschwänzen vor den Pavillon der Braut geschleppt. Hedwig erkennt sie nicht und winkt ihnen belustigt zu; wohl aber erkennen sie ihre misshandelte Schwester und Gattin. Der Schock, sie zur glänzenden Braut erhoben zu sehen, wirkt: wenige Tage später lassen sie sich mit Geld und Pässen versehen auf ein Auswandererschiff nach Amerika schaffen. 

### Die Geisterseher

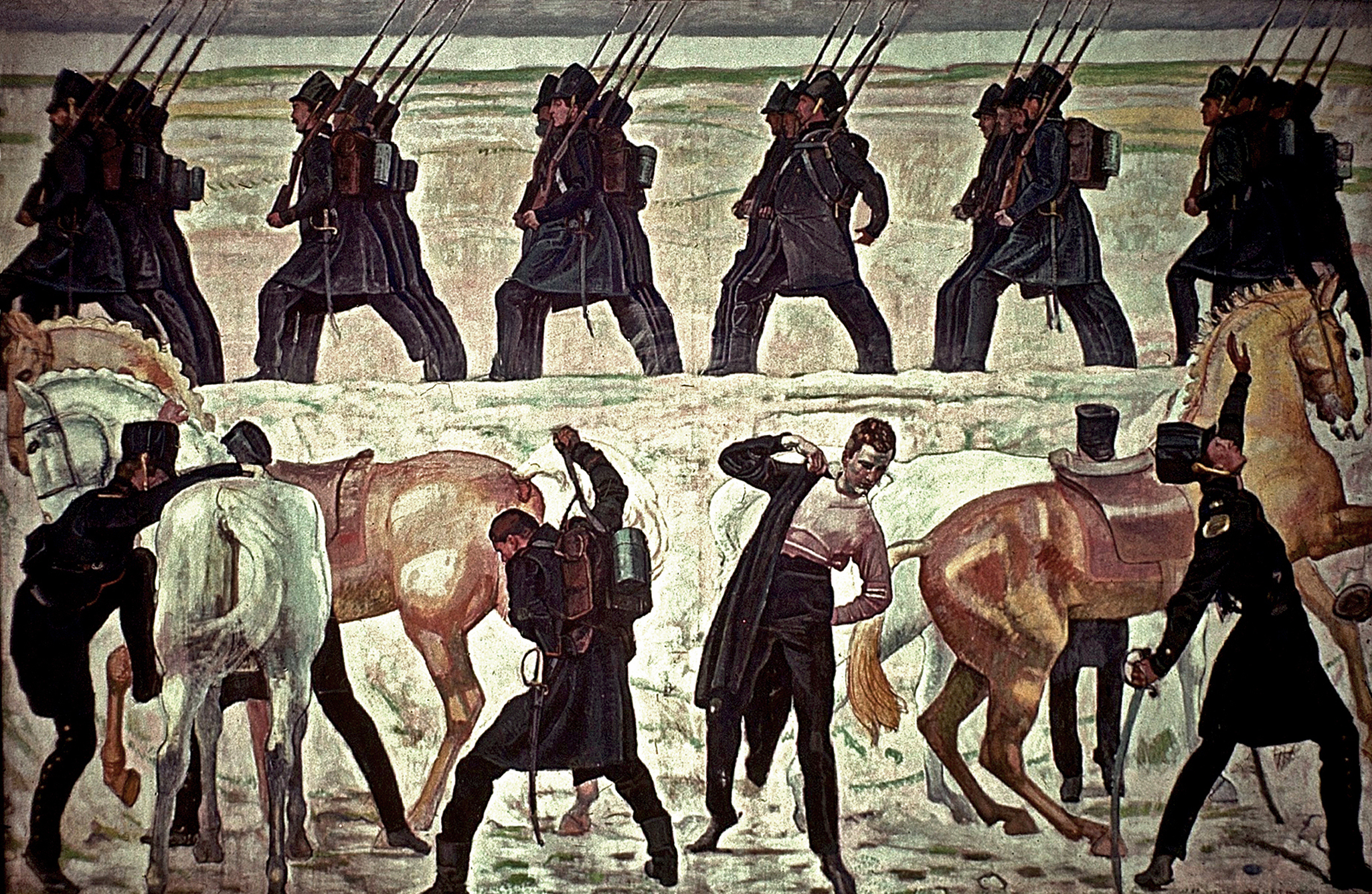
Aufbruch der Jenenser Studenten 1813. (Ferdinand Hodler 1908)

Ob denn sein edler Frauenretter Brandolf nicht „am Ende selbst eher gewählt wurde, während er zu wählen glaubte“, fragt Lucie den Erzähler. Als dieser stutzt, erläutert sie: Ob er beim Erzählen wirklich nichts übersehen habe, was auf „eine bescheidene Einwirkung, ein kleines Verfahren, […] einen Rest von eigenem Willen“ der Frau von Lohausen hindeute? Reinhart, empört, verteidigt seine Figur: Es habe ihm ferngelegen, Hedwig als eine Person zu schildern, die mit gespielten Ohmachten ihren Zimmerherrn eingewickelt, vielmehr sei sie „eine Frauengestalt, die durch ihre Hilflosigkeit nur gewinnt und dem Geschlecht zur Zierde gereicht!“ – Hilflosigkeit als Zierde des weiblichen Geschlechts? Lucie triumphiert: „Ei natürlich, ja! So versteh ich es ja auch! […] ein sanftes Wollschäfchen mehr auf dem Markte! Diesmal handelt es sich noch um die Nutzbarkeit einer guten Wirtschafterin“. Die beiden sind nun kurz davor, sich allen Ernstes zu zanken. Das erkennt der Oheim und greift ein: Lucie brauche sich nicht zu ereifern, da sie ja doch ledig bleiben wolle; aber auch Reinhart müsse zurückstecken: „Mit unserer Wahlfreiheit und -herrlichkeit, bester Freund, ist es nämlich nicht gar so weit her, und wir dürfen nicht so sehr darauf pochen!“ Er selbst sei einmal „zum Gegenstand der Wahlüberlegungen eines Frauenzimmers geworden“ und dabei schmachvoll unterlegen. Ob seine Geschichte die jungen Leute interessiere?
Als wilder, verwegener Student, der er einst gewesen, habe er ein Gegengewicht gesucht und sich einem Kommilitonen von gesetztem Wesen angeschlossen, einem Kantianer, der den romantischen Phantastereien seines Freundes energisch mit Vernunftgründen zu Leibe gerückt sei. Nach und nach unzertrennlich geworden, hätten sie sich auch in ein und dasselbe Mädchen verliebt, reicher Leute Kind, die unkonventionelle und burschikose Hildeburg. Ihn, den Erzähler, habe die Schöne wegen seiner ungestümen Art und seiner Reitkunst ihren Marschall genannt, den Freund aber wegen seines allzeit kühlen Kopfes ihren Kanzler.
Dass diese Hildeburg ernsthaft verliebt ist, und zwar in beide, zeigt sich 1813 beim Ausbruch des Befreiungskrieges. Als sich die Studenten in Scharen freiwillig melden, der Marschall bei der Kavallerie, der Kanzler bei der Infanterie, nimmt sie die Freunde beim Abschied beiseite. Von der heroisch-exaltierten Stimmung im Lande mitgerissen gelobt sie ihnen feierlich, sie wolle nie die Frau eines Mannes werden, es sei denn einer von ihnen. Dazu müsse aber der andere fallen. Wenn beide fielen oder beide zurückkehrten, werde sie ledig bleiben.
Ein Jahr vergeht, prompt kehren beide zurück, der Marschall zwischen zwei Feldzügen, der Kanzler nach einer schweren Verwundung. Bei aller Wiedersehensfreude ist das Trio unglücklich über sein verhextes Liebeswesen, zumal Trennung und Lebensgefahr das Feuer heftig angefacht haben. Nun trifft es sich, dass sie ein paar Tage in einem Schlösschen verbringen, von dem man munkelt, es hause darin ein Poltergeist. Tatsächlich tut es nachts einen dumpfen Knall. Am Morgen erzählt der Marschall, sichtlich erschüttert, es sei ihm ein Gespenst begegnet, ein grau verhülltes, hexenhaft grinsendes altes Weib. Der Kanzler glaubt eher an einen kriegsbedingten Rückfall des Freundes in die alte Phantasterei und bietet an, die folgende Nacht im Spukzimmer zu schlafen. Hildeburg rät ihm ab, aber er besteht darauf und – ist am nächsten Morgen mit ihr verlobt! Das Gespenst war natürlich sie: Entschlossen, ihren Zwiespalt zu enden und dem anzugehören, der sich nichts vormachen lässt, hat sie den Spuk inszeniert. Die Probe bestand der Kanzler, der das Gespenst in die Arme schloss, worauf es Wachsmaske und graue Hüllen fallen ließ.
Dass die Wahl Hildeburgs geheimsten Wünschen entsprochen habe, sei ihm schon damals klar gewesen, fügt der Oberst hinzu. Dann teilt er seinen Zuhörern trocken mit, Hildeburg, mit wirklichem Namen Else, habe bald darauf den Rechtsgelehrten Reinhart geehelicht und werde demnach die Mutter des Gastes sein. „Lebt sie noch? und wie geht’s ihr?“ Der Naturforscher, so plötzlich mit seiner Erzeugung konfrontiert, wird rot. Lucie verzieht keine Miene, aber ihre Augen lachen. Da lacht er tapfer mit, bejaht die Frage und gibt dem alten Herrn freundlich Auskunft. Unverhohlen schadenfroh schaut Lucie ihn erst an, als nachmittags die Pfarrersfamilie zu Besuch kommt und er der Tochter, die er hinterm Fliederbusch so forsch geküsst hat, brav die Hand geben muss.
Nachdem Reinhart sich mit dem Gedanken befreundet hat, der Sohn der willkürlichsten Manneswahl einer übermütigen Jungfrau zu sein, kehrt seine kampflustige Laune wieder. Spät abends greift er zu einem von Lucies alten Büchern, das von Seefahrten und Eroberungen des 17. Jahrhunderts handelt und entdeckt darin eine Geschichte, die ihm prächtig zur Abwehr gegen die Überhebung des ebenbürtigen Frauengeschlechts zu taugen scheint.

### Don Correa

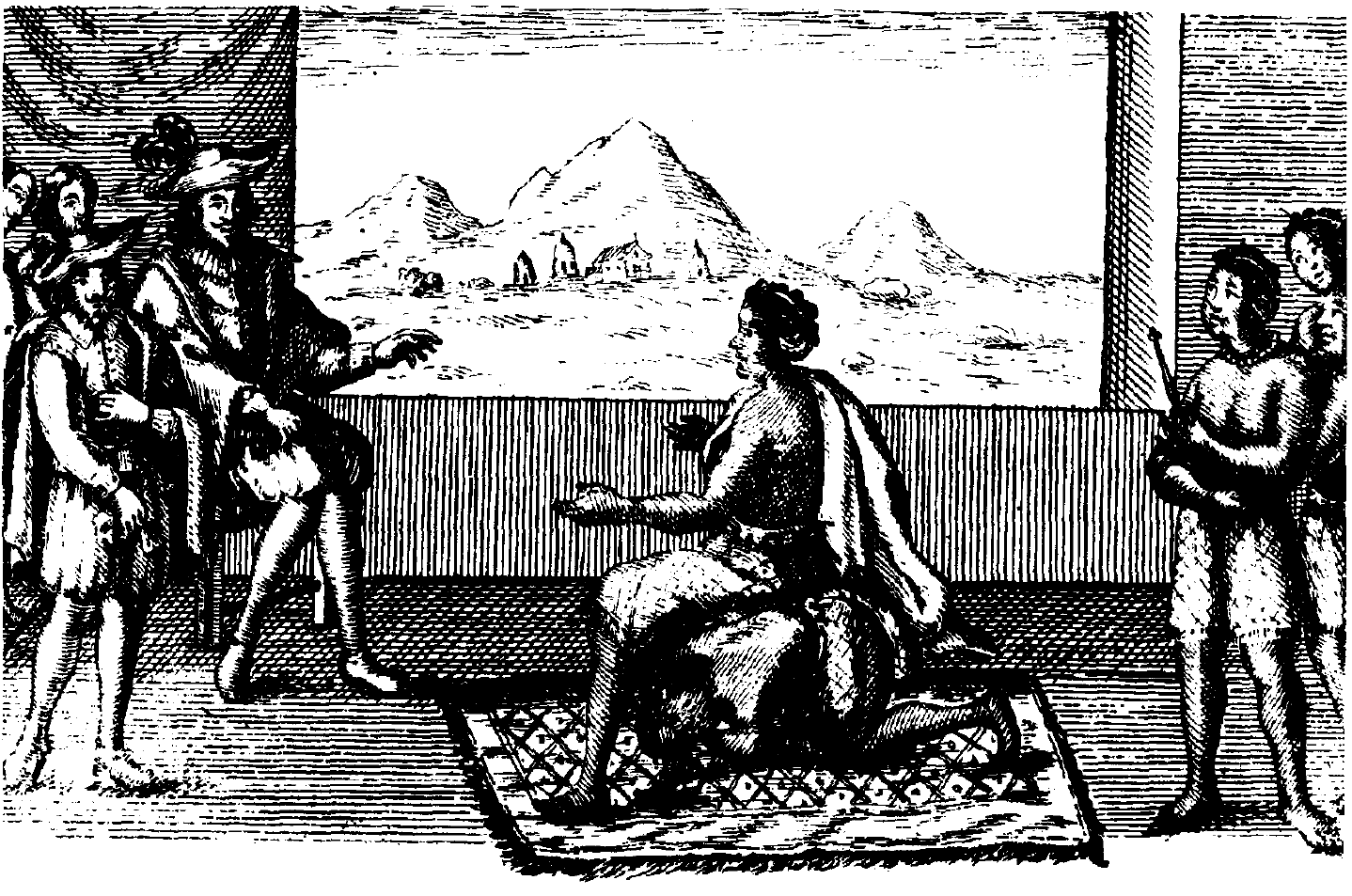
Annachinga verhandelt mit Don Correa. Historische Illustration

Eine dritte Treppenheirat, um die Lucie ihn am nächsten Morgen bittet, kennt Reinhart nicht, dafür aber den Fall, „wo ein vornehmer und sehr namhafter Mann seine namenlose Gattin buchstäblich vom Boden aufgelesen und glücklich mit ihr geworden ist.“
Der portugiesische Seeheld Salvador Correa de Sa Benavides, in jungen Jahren schon Gouverneur von Rio de Janeiro, wünscht sich eine Gemahlin, die ihn nicht um seines Reichtums, sondern allein um seiner selbst willen liebt. Er begibt sich daher inkognito auf Brautschau. In Lissabon fällt sein Auge auf eine schöne junge Witwe, Donna Feniza Mayor de Cercal. Er folgt ihr unbemerkt in den Südwesten Portugals zu ihrem Felsenschloss hoch überm Meer. Hier, wo niemand sein Gesicht kennt, nähert er sich ihr in der Maske eines schiffbrüchigen armen Edelmanns und gewinnt rasch ihre Gunst. Warnungen, Feniza sei eine Hexe und die Mörderin ihres ersten Gemahls, schlägt er in den Wind und lässt sich mit ihr trauen. Ein paar Monate lebt er mit ihr wie auf der Insel der Kalypso. Doch als ihm der König durch geheime Boten die Ernennung zum Vizeadmiral in Aussicht stellt, erwacht in Correa wieder der Befehlshaber. Sehr gegen Fenizas Willen nimmt er sich ein Pferd, fassungslos und bleich vor Zorn muss die Schlossherrin ihn ziehen lassen. Unterwegs nach Lissabon malt er sich belustigt ihre Überraschung aus, wenn er im Glanze seiner wahren Identität vor sie hintreten wird. Auf dem Rückweg lässt er seine Flotte nächtlich in der Bucht vor dem Felsenschloss ankern, befiehlt ein Hochzeitsfest zu rüsten und begibt sich in der alten Verkleidung an Land, um die Gemahlin abzuholen. Nun ist die Überraschung an ihm, als er sie an der Seite eines verkommenen Liebhabers findet. Mit knapper Not entgeht er ihrem Mordanschlag. Nachdem er Feniza samt Komplizen in der geschwärzten Ruine des Turmes, in welchem sie ihn verbrennen wollte, hat aufhängen lassen, setzt er seine Reise nach Brasilien fort, eingedenk der Lehre,
daß man in Heiratssachen auch im guten Sinne keine künstlichen Anstalten treffen und Fabeleien aufführen soll, sondern alles seinem natürlichen Verlaufe zu überlassen besser tut.
Zehn Jahre vergehen, bevor Don Correa einen neuen Heiratsplan fasst. Er führt jetzt in Angola Krieg gegen die Holländer. Als er mit der schwarzen Fürstin Annachinga verhandelt, bietet er ihr statt eines Stuhles nur ein Sitzkissen an. Die staatskluge Frau entzieht sich der Demütigung, indem sie eine junge Sklavin aus ihrem Gefolge niederknien lässt und auf ihrem Rücken Platz nimmt. Diesen ihren lebendigen Feldstuhl macht sie ihm beim Abschied zum Geschenk. Don Correa heißt die Sklavin aufstehen und reicht der Schwankenden dabei die Hand. Gerührt von ihrer Schönheit und der Trauer in ihren Augen küsst er sie auf beide Wangen und gelobt sich, sie nie zu verlassen.
Es wird ihm aber schwer, Wort zu halten. Kaum ist Zambo, so heißt die Sklavin, auf den Namen Maria getauft, muss er sie den Jesuiten entreißen, die sie dem Himmel weihen wollen. Er sendet sie übers Meer zu einer Tante, Äbtissin in Rio, um sie auf eine christliche Ehe vorbereiten zu lassen. Als er sie dort abholen will, heißt es, die undankbare Kreatur sei entlaufen. Doch bringt er in Erfahrung, dass die Äbtissin sie den Jesuiten ausgeliefert hat, die sie über den Atlantik nach Cadix verschleppt haben. Er schifft sich unverzüglich ein, findet den spanischen Hafen aber wegen der Pest gesperrt. Schweren Herzens nimmt er Kurs auf Lissabon, nachdem er seinen Pagen Luis an Land geschmuggelt hat. Der listenreiche Knabe entdeckt Zambo in einem Kloster und gibt ihr einen Wink, wo ihr Herr sich aufhält. Inzwischen hat der Admiral bei der spanischen Regierung ihre Auslieferung beantragt. Wochen vergehen, er steht unter Druck, seinen Aufenthalt in Europa zu beenden. Eines Nachts, als er vom Warten zermürbt gerade überlegt, ob Zambo-Maria nicht im Kloster besser aufgehoben wäre als an der Seite eines Kriegsherrn, ertönt die Hausglocke. Luis öffnet und kehrt strahlend zurück, an seiner Hand die Afrikanerin. Diesmal ist sie wirklich davongelaufen. Staubbedeckt und erschöpft fällt sie ihrem Herrn zu Füßen, von wo er sie ein zweites Mal aufhebt. Am nächsten Morgen steckt er ihr den Trauring seiner Mutter an die Hand.

### Die Berlocken
Als Reinhart geendet hat, spendet Lucie ihm ironisch Beifall: man wolle sich merken, „wie nützlich die Demut ist“. Dann geht sie zum Gegenangriff über: Apropos farbige Person werde sie nun auch ein Lesefrüchtchen beisteuern. Der Oberst spricht von einem Duell, in das er hineingeraten sei, Reinhart von einem Geschütz, das auf ihn gerichtet werde, aber beide ermuntern sie loszuschießen:
Die junge Königin Marie-Antoinette lässt dem Fahnenjunker Thibaut von Vallormes zum Dank für Pagendienste bei ihrer Hochzeit eine goldene Uhr überreichen und begleitet das Geschenk mit den Worten, die Berlocken müsse er sich mit der Zeit selbst dazu erobern. Alsbald wird aus dem harmlosen Knaben Thibaut ein gefährlicher Mensch und Mann, der weibliche Herzen erobert, um sich kleine Schmuckstücke schenken zu lassen, die er dann an seine Uhrkette hängt. Die erste solche Trophäe, ein rotes Korallenherz, muss er seiner Besitzerin noch regelrecht stehlen; die nächsten erwirbt er durch feinere Methoden. Letztlich aber läuft seine ganze Eroberungskunst auf falsche Liebesschwüre hinaus. Vom Unheil, das er damit anrichtet, merkt er nichts und verfolgt seine Karriere als galanter Offizier so lange, bis an seiner Uhrkette kein Platz mehr ist und ihn die Sammelei schon langweilt. Auch ist er inzwischen zum Capitaine avanciert und es gelüstet ihn nach militärischen Taten.
So schließt er sich den Expeditionsstreitkräften des Herrn von Lafayette an und bewährt sich als Soldat in der Neuen Welt nicht übel. Die Begeisterung seiner Landsleute für den Amerikanischen Freiheitskampf reißt ihn mit, ebenso ihre Rousseausche Schwärmerei für die unverdorbene Natur und die edlen Wilden. Beiden begegnen die Franzosen auf dem Vormarsch durch ein weites Stromtal, in welchem ein Indianerstamm seine Zelte aufgeschlagen hat. Während verhandelt wird, entwickelt sich zwischen den Lagern reger Verkehr, und Thibaut wäre nicht der Herr von Vallormes, wenn er an jungen weiblichen Rothäuten keinen Gefallen fände. Eine heißt Quoneschi, Wasserjungfer, umschwirrt ihn glitzernd wie eine Libelle und verdreht ihm so sehr den Kopf, dass er den Plan fasst, sie zu seiner Gattin zu machen: Wie würde das philosophische Paris erstaunen, […] ihn mit diesem Inbegriff von Natur und Ursprünglichkeit am Arme zurückkehren und in die Salons treten zu sehen. Da die Verständigung zwischen Thibaut und Quoneschi auf Gebärden und einzelne englische Brocken beschränkt ist, bleibt unklar, ob sie den Heiratsantrag versteht. Dafür versteht er sie nur zu gut: Sie verlangt seine Uhrkette samt Berlocken. Thibaut erschrickt. Dann aber scheinen ihm die Trophäen einer überlebten Kultur kein zu hoher Preis für eine Braut, welche die ewig junge Natur verkörpert. Er löst das glitzernde Gehänge von seiner Uhr und gibt es hin. Fröhlich zieht die Indianerin ab und ruft dabei immerzu Morgen! Morgen!.

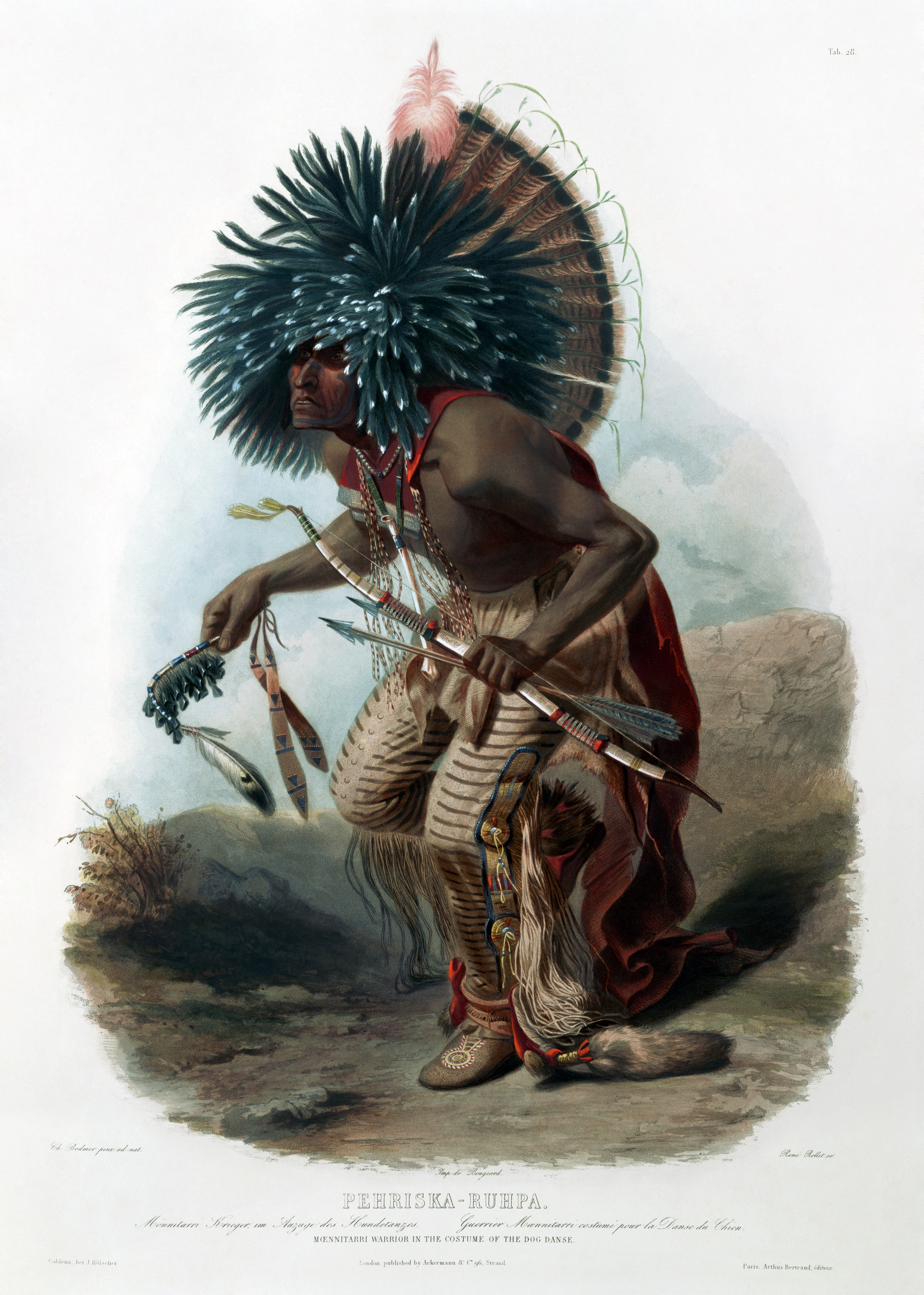
Indianischer Tänzer. Keller kannte das von Karl Bodmer illustrierte Reisewerk. Die Bilder dienten ihm als Vorlage zu Lucies Schilderung.

Auf den nächsten Tag haben die Indianer die Europäer zu einem Fest eingeladen. Tatsächlich weicht Quoneschi während des Festmahls nicht von Thibauts Seite, sodass er schon die Hand ausreckt, um ihr den samtigen Rücken zu streicheln. Erst aber tritt noch eine Gruppe junger Indianer mit Kriegstänzen auf. (Liebevoll schildert die Erzählerin deren Anführer, den herrlich gewachsenen und wild geschmückten Donner-Bär). Quoneschi gerät beim Anblick des gewaltigen Kriegers außer sich vor Freude, zerrt Thibaut am Ärmel und ruft etwas. Ein Amerikaner übersetzt es: Donner-Bär sei ihr Bräutigam, mit dem sie heute noch Hochzeit halten werde. Richtig erspäht der Hüne auch schon seine Braut, tanzt nahe heran und – die Franzosen brechen in Gelächter aus: „Parbleu! der hat ja die Berlocken des Herren von Vallormes an der Nase hängen!“ Thibaut kann sich eben noch von der Wahrheit dieser Bemerkung überzeugen, als Donner-Bär Quoneschi schon auf seine Schultern geschwungen hat und mit ihr davonrennt. Der Herr von Vallormes sieht weder die Berlocken noch das Mädchen wieder.

### In welchem das Sinngedicht sich bewährt

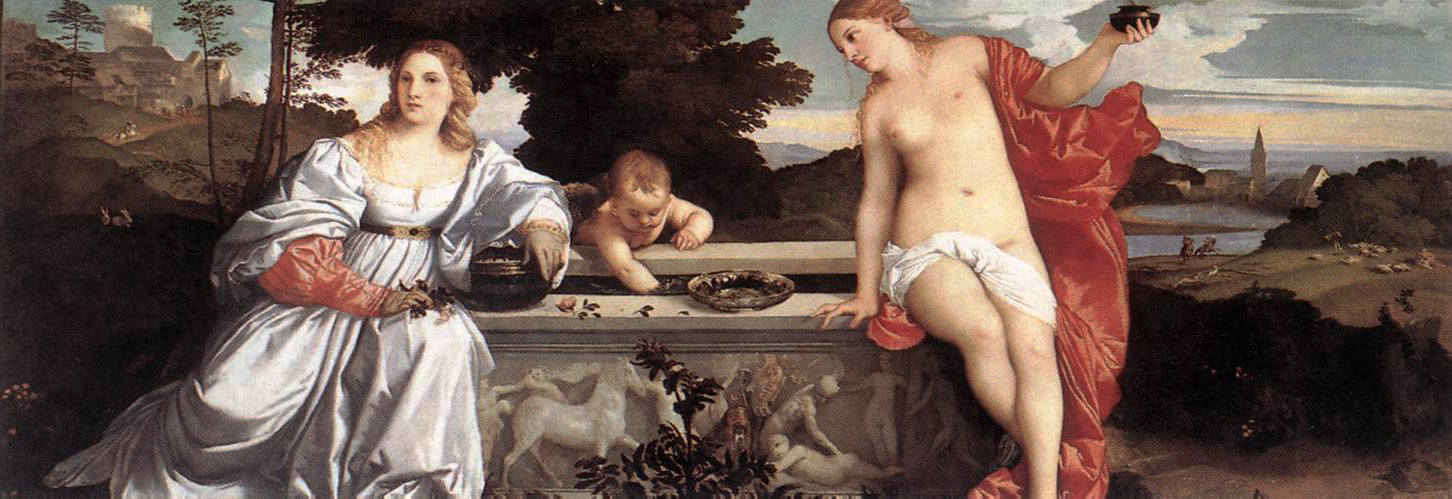
Himmlische und irdische Liebe von Tizian (1515). Lucie erwähnt das Gemälde in ihrer Erzählung.

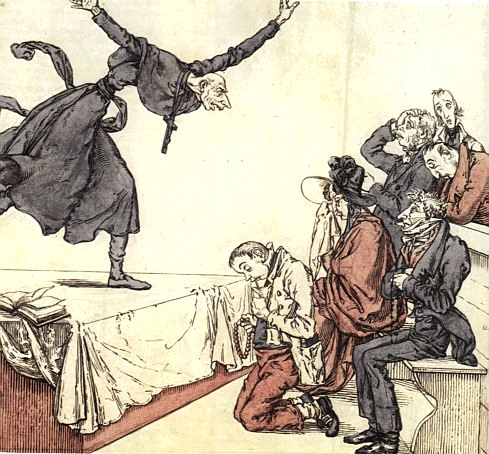
Bußpredigt, politische Karikatur von Martin Disteli (1832)

Die Erzählerin hat es offensichtlich eilig, die Runde zu verlassen, und entschuldigt sich lächelnd mit einem wartenden Handwerker. Bekümmert sieht Reinhart seine sanfte Zambo von Lucies wilder Quoneschi in den Schatten gestellt und das Küssesammeln, das ihn hergeführt hat, höchst unvorteilhaft verglichen:
„Was hat Ihre prächtige Nichte“, sagte er, „nur für einen Zorn auf meine armen Schützlinge, daß sie so satirische Pfeile auf mich abschießt? Das geht ja fast über das Ziel hinaus!“
„Je nun“, erwiderte der Oberst lachend, „sie wehrt sich eigentlich doch nur ihrer Haut, die übrigens ein feines Fell ist! Und merken Sie denn nicht, daß es weniger schmeichelhaft für Sie wäre, wenn sich die Lux gleichgültig dafür zeigte, daß Sie für allerhand unwissende und arme Kreaturen schwärmen, zu denen sie einmal nicht zu zählen das Glück oder Verdienst hat?“
Nachdem bei ihm der Groschen gefallen ist, hat auch Reinhart es eilig. Er sattelt den Mietsgaul, der sich auf Lucies Weide herausgefuttert hat, und dankt für die erfolgreiche Augenkur. Man scheidet in Freundschaft, er verspricht bald wiederzukommen und zieht so ernst seines Weges wie ein Afrikareisender.

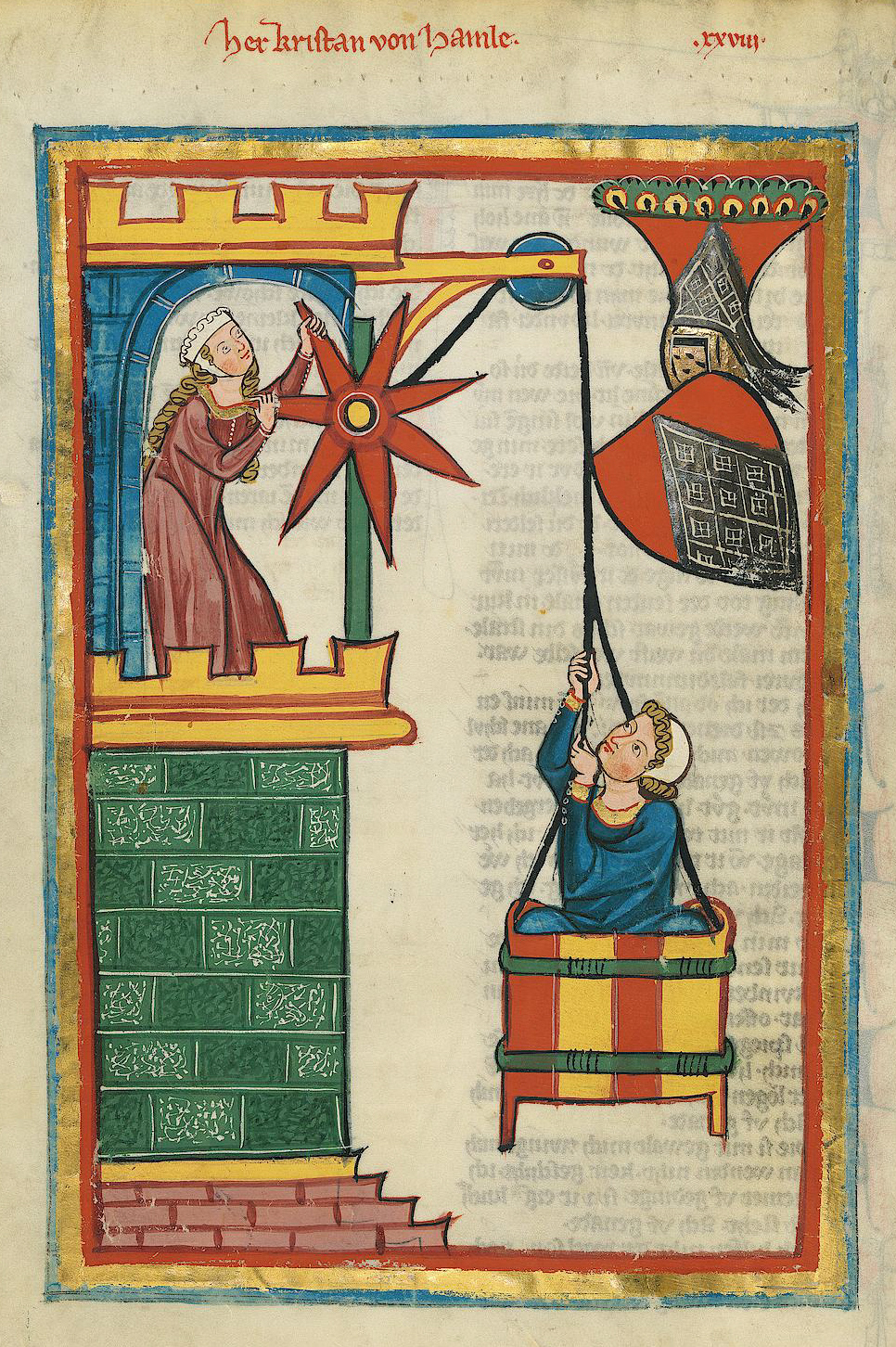
Minnesänger im Korb (Codex Manesse, um 1300)

Zurück in seinem Laboratorium merkt er, wie sehr Lucie ihm fehlt, und dass er auf dem Weg ist, seine Junggesellenfreiheit zu verlieren. Den Sommer über schreibt er ihr Briefe, lässt aber von seinem Zustand nichts verlauten, zumal er fürchtet, einen Korb zu bekommen. Da schickt Lucie ihm eine Einladung: Die Eltern Reinhart seien auf dem Landhaus zu Gast, und der Sohn dazu dringend erwünscht. Reinhart lässt sich nicht zweimal bitten, und als an einem schönen Nachsommertag die Alten zu einer Visite bei der Pfarrersfamilie aufbrechen, sind die Jungen erstmals unter sich.
Ihre Befangenheit schwindet bei einem Gespräch in der Bibliothek. Reinhart bittet Lucie um eines ihrer Bücher. Anhand der guten Gedanken, die sie an den Rand geschrieben habe, hoffe er herauszufinden, was sie an diesen Lebensbüchern so fesselt. Nun bleibt sie ihm die Antwort nicht länger schuldig: „Ich suche die Sprache der Menschen zu verstehen, wenn sie von sich selber reden“. Das sei nicht einfach; denn jeder Autobiograf, so freimütig er auch mit Geständnissen aufwarte, verschweige doch irgendwelche Fehler und Schwachheiten:
„Wenn ich sie nun alle so miteinander vergleiche in ihrer Aufrichtigkeit, die sie für kristallklar halten, so frage ich mich: gibt es überhaupt ein menschliches Leben, an welchem nichts zu verhehlen ist, das heißt unter allen Umständen und zu jeder Zeit? Gibt es einen ganz wahrhaftigen Menschen und kann es ihn geben?“
Während sie zu dieser Frage ihre Meinungen austauschen, blättert Reinhart in einem Buch und entdeckt ein seltsames Lesezeichen: Aus bunter Seide gestickt zwei Herzen, eines im Erdreich wurzelnd, das andere sich feurig zum Himmel emporschwingend. Das Bildchen, erklärt Lucie, stelle die irdische und die himmlische Liebe dar. Sie habe es während ihrer Zeit im Kloster angefertigt. „Ich bin nämlich katholisch!“ fügt sie errötend hinzu. Kein Grund, rot zu werden, findet Reinhart, dem konfessionelle Unterschiede wenig bedeuten. Darauf sie: „Ich bin nicht katholisch geboren, ich bin es geworden!“ Als er erschrocken aufblickt, fährt sie fort: „Sehen Sie, da haben wir gleich so eine Geschichte, von der man nicht weiß, ob man sie bekennen oder verschweigen soll!“
Lucies Jugendgeschichte
Ihr Vater sei Lutheraner gewesen, aber tolerant und weltoffen. Ihre Mutter, Katholikin, habe sich ohne formelle Konversion der Kirche ihres Mannes angeschlossen. Sie selbst sei protestantisch erzogen worden, doch habe der Vater wohlwollend zugeschaut, wenn Frau und Kind an den heiteren katholischen Kirchenfesten den hauseigenen Kahn bestiegen, um zu einem flussabwärts gelegenen Nonnenkloster zu wallfahrten und den Tag mit Schwester Klara, der Jugendfreundin und engsten Vertrauten der Mutter, zu verbringen.
Zur gleichen Zeit verkehrt in Lucies Elternhaus ein junger Verwandter der Mutter, ebenfalls katholisch. Sooft er das Kind erblickt, nimmt er es auf den Schoß, küsst es ab und nennt es seine kleine Frau. Später lässt sich Lucie die Küsserei nicht mehr gefallen, wird aber unzufrieden, wenn der Besucher einmal vergisst, sie seine kleine Frau oder Braut zu nennen. Leodegar, so sein Name, kommt nun seltener. Umso tiefer beeindruckt das Kind seine immer glänzender werdende Erscheinung als Student, als Militär, als Weltmann.
Mit zwölf verliert Lucie die Mutter. Der Vater geht auf Reisen und lässt die Tochter in der Obhut einer Haushälterin und einer Gouvernante zurück. Beide sind vollauf mit ihren eigenen Angelegenheiten beschäftigt und ohne Verständnis für die Gemütsbedürfnisse der jungen Waise. Vereinsamt zieht Lucie sich in die Bücherwelt zurück. Als sie Schillers Wallenstein liest, verliebt sie sich in die Figur des Max Piccolomini und phantasiert sich in die Rolle der Thekla hinein, die an seinem Grabe trauert. Dabei fällt ihr auf, dass der tote Held immer mehr die Züge des fernen Leodegar annimmt.
Als dieser wieder einmal in der Heimat erscheint, empfängt Lucie, noch nicht ganz sechzehn, ihn an Stelle des verreisten Vaters. Ihr Ehrgeiz als Gastgeberin ist erwacht. Sie spart keine Mühe, ihn zum Abschied festlich zu bewirten und gibt sich dazu durch Kleidung und Schmuck ein erwachsenes Ansehen. Doch bei Tisch sitzt sie steif und schweigend gleich einer hölzernen Puppe, während die Gouvernante den Gast für sich in Beschlag nimmt. Auch beim Spaziergang schreitet die Erzieherin an Leodegars Arm voraus, der Zögling todunglücklich hinterdrein, heimlich Tränen vergießend. Leodegar bemerkt es, und als die Gouvernante eine Weile ihrem einträglichen Privatvergnügen, der Jagd auf seltene Käfer, nachgeht, zieht er Lucie auf ein Bänkchen und erkundigt sich: „Eine Braut, eine kleine Frau, die weint, wo soll das hinaus?“
Da brach ich von neuem in Tränen aus; ich sehnte mich nach Vertrauen, nach Freundschaft und Liebe, nach einer besseren Heimat als ich besaß, und diese Sehnsucht machte sich jetzt, ohne daß ich daran etwas ändern konnte, mit den wunderlichen Worten Luft:
„Vetter Leodegar! Wann wirst du mich denn heiraten?“
Der nicht mehr gar so junge Mann besinnt sich und lächelt dabei seltsam. Dann sagt er: „Du gutes Mädchen, wenn du erst katholisch bist, wird die Hochzeit sein!“ Als er eben zärtlich werden will, kehrt die Gouvernante zurück.
In der folgenden Nacht packt Lucie heimlich ihre Sachen, hinterlässt Nachricht, wo sie zu finden sein wird, und besteigt den Kahn. Sie erreicht das Kloster zur Frühmette, wendet sich an Schwester Klara und eröffnet ihr den Wunsch, katholisch zu werden. Klara schüttelt den Kopf, meldet die Sache aber pflichtgemäß weiter. Nachdem der Antrag höheren Orts gründlich geprüft worden ist, wird das Kloster angewiesen, die Tochter einer Katholikin auf die Rückkehr in den Schoß der Kirche vorzubereiten, den Übertritt jedoch bis zur Religionsmündigkeit des Täuflings geheim halten. Nach der Taufe meldet sich Lucies protestantisches Gewissen. Sie gesteht Klara den Grund ihres Schrittes, worauf diese in Gedanken an eigenes Jugendleid Tränen vergießt, sie aber schweigen heißt und zur Ablenkung und Mahnung mit der Herstellung des symbolischen Bildchens beschäftigt.
Als Lucies Vater heimkehrt, entlässt er zornentbrannt beide Aufsichtspersonen. Dann holt er die Entlaufene aus dem Kloster zurück. Ob man versucht habe, sie zur Konversion zu bewegen? Der Wahrheit gemäß und doch doppelsinnig verneint Lucie. Um einer möglichen Ansteckung durch die katholische Atmosphäre entgegenzuwirken, schafft der Vater sie nun in ein protestantisch geführtes Internat. Hier, bei verständigen Lehrkräften und wohlerzogenen Mitschülerinnen, findet Lucie zwar ihre Munterkeit wieder, muss sich aber auf Schritt und Tritt hüten, ihr Geheimnis preiszugeben.
Der einzige, der sie von dem unwürdigen Versteckspiel erlösen könnte, Leodegar, glänzt immer noch in ihrer Seele, doch so fern und stumm wie ein Stern. Nach zwei Jahren vergeblichen Wartens erfährt sie, dass er dem Redemptoristenorden beigetreten und zu einem berühmten Bußprediger geworden ist. Er werde es gewiss noch zum Kardinal bringen, schreibt ihr der Vater aus Rom, wo er Leodegar über den Weg gelaufen ist und seinen fanatischen Blick bemerkt hat. Es ist der letzte Brief des Vaters, kurz darauf zieht er sich durch unvorsichtiges Reisen ein Fieber zu und stirbt.
Vormund bis zur Volljährigkeit, endigt die Erzählerin, sei ihr Oheim geworden. Zusammen mit ihm, der von ihrer Konversion nichts ahne, habe sie vor sieben Jahren das Landhaus erworben und lebe seitdem hier:
Von der verfrühten törichten Leidenschaft und ihrem Gegenstande erholte ich mich zwar bald, da es mir wie Schuppen von den Augen fiel. Aber ich hatte durch meine Streiche Jugend, Leben und Glück, oder was man dafür hält, mir selbst vor der Nase abgesperrt. Den Übertritt konnte ich nicht rückgängig machen, wenn ich nicht als eine abenteuernde Doppelkonvertitin in das Gerücht kommen wollte. Inzwischen lernte ich mich mit der Idee trösten, daß meine Geschichte mich vor späterm Unheil, Unstern und vor Teufeleien bewahrt habe, die ich ohne diese Erfahrung noch hätte erleben oder anrichten können. Es gibt ja auch Krankheiten, die man den Kindern einimpft, damit sie später davor bewahrt bleiben!
Das Gleichnis von der Impfung will Reinhart ihr nicht gelten lassen. Was ihr geschehen sei, widerfahre nur Wesen, „deren edle angeborene Großmut des Herzens der Zeit ungeduldig, unschuldig und unbewußt vorauseilt.“ Zu dieser Großmut gehöre der Kinderglaube an die Scherzworte des Kardinals wie ein Taubenflügel zum anderen, „und mit solchen Flügeln fliegen die Engel unter den Menschen“. Lucie bedankt sich gewohnt schalkhaft für die Artigkeit und das „gnädige Urteil“, atmet aber hörbar auf: „Sehen Sie, nun bin ich erst ganz von der verwünschten Heimlichkeit befreit. Wie schwierig ist es, einen Beichtvater zu finden, wie man ihn braucht!“
Nun drängt es beide ins Freie. Auf einem Spaziergang durch den Wald hinab zu Dorf und Fluss begegnen ihnen allerlei kleine Natur- und Kulturwunder: eine Eiche, die eine Buche in den Armen hält, eine Schlange, die der kundige Reinhart von einem Bachkrebs befreit, der sie anzufressen versucht, und zuletzt ein Schuhmacher, der in seiner Werkstatt beim Ziehen von Pechdraht Goethes Jugendlied „Mit einem gemalten Bande“ singt, sächselnd zwar und begleitet von überlauten Kanarienvögeln. Eigentlich sollen sie dem jungen Meister eine Botschaft von seiner Braut, Lucies Dienstmädchen, überbringen. Doch von der lärmenden Lebenshoffnung im Schusterhäuschen überwältigt, vergessen sie es und wenden sich einander zu. Beim Kuss hat Lucie die Augen voll Wasser, lacht aber dazu und wird purpurrot von einem lang entbehrten und verschmähten Gefühle. Erst auf dem Heimweg fällt ihnen ein, dass sie jetzt doch das Rezept des alten Logau ausgeführt haben, und zwar ohne daran zu denken. Reinhart fragt Lucie um ihre Hand und die beiden kehren als Verlobte zurück.

## Interpretationen
Zeitgenössische Rezensenten und Leser priesen den Schluss des Sinngedichts, ohne auf die Schlusspointe, die Bewährung des Epigramms, näher einzugehen. Als 30 Jahre später das Bedürfnis erwachte, dem Werk einen tieferen Sinn abzugewinnen und ein zentrales, die Geschichten verbindendes Thema zu erschließen, versprachen sich die Interpreten von ebendiesem Epigramm den Schlüssel.

### Zum Thema„errötend lachen“
Erröten und Lachen, körperliche Zeichen für seelisch-geistige Vorgänge, die der Kontrolle durch den Willen ganz oder weitgehend entzogen sind, – was zeigen sie an? Welche Bedeutung schreibt Keller ihnen zu, wenn er das 200 Jahre alte Sinngedicht des Friedrich von Logau aufgreift und motivisch verarbeitet? Der Zyklus bietet eine Art Phänomenologie des unwillkürlichen Gefühlsausdrucks: Haupt- und Binnenerzähler unterscheiden fröhliches, mürrisches, triumphierendes, gezwungenes Lachen, schamhaftes, verwirrtes, zorniges, freudiges Erröten. Auch Männer werden im Sinngedicht schamrot, vornweg Herr Reinhart; er und Lucie erröten gleich oft, zweimal sogar gleichzeitig; das Hauptphänomen, das galatheenhafte Erröten-und-Lachen, kündigt sich mehrfach an; in voller Deutlichkeit erscheint es jedoch nur einmal und ganz zum Schluss. Welche Bewandtnis hat es damit?
Bis Mitte der 1960er Jahre galt hier fast uneingeschränkt die Interpretation Emil Ermatingers: „Erröten ist das Zeichen der Scham, des Gefühls der notwendigen sittlichen Grenze; Lachen ist das Zeichen des sinnlichen Wohlseins, der heiteren Freiheit.“ Und: „Wahrung der sittlichen Schranke mitten im freien Genusse, das war die Deutung, die Keller aus seiner Weltanschauung heraus Logaus Wort ‚errötend lachen‘ geben mußte“. Herr Reinhart, so stand für Ermatinger fest, „will durch den Kuß eine tüchtige Ehe gründen, nicht sich bloß belustigen.“ Wenn dies zutrifft, begibt sich der Forscher nicht beschwingt und spontan auf erotische Entdeckungsreise, sondern pedantisch und vorbedacht auf Brautschau; er küsst nicht, weil es ihm danach ist, und um das lockende Phänomen zu Gesicht zu bekommen, sondern führt planvoll eine Reihe von Persönlichkeitstests durch, in der Erwartung, der Simultaneffekt errötend lachen werde die Versuchsperson zur Gattin qualifizieren. Keller hätte demnach „aus seiner Weltanschauung heraus“ das galanten Epigramm zu einem philiströsen Ratgeber in Sachen Gattinnenwahl umgedeutet.
Gegen diese Interpretation erhob Wolfgang Preisendanz 1963 in einem viel beachteten Aufsatz Einspruch. Er verwies auf das Schlusskapitel, worin das Epigramm sich in dem Moment bewährt, als die beiden an das schlimme Rezept (Lucie), das köstliche Experiment (Reinhart) gar nicht denken. Der Versuch gelingt, obwohl oder gerade weil er nichts mehr beweisen muss. Preisendanz wandte sich damit gegen die Auffassung, Kellers Sinngedicht stamme „aus der Welt des bürgerlichen Familienromans“ und bleibe in ihr befangen, ein Vorurteil, zu welchem der Leser gelangen müsse, wenn er ohne Kenntnis des Textes Ermatingers Deutung folge.
Darüber hinaus führe das Schema Sinnlichkeit-Sittlichkeit zu einem „beklemmend formelhaftem Verständnis der einzelnen Geschichten“. Diese gelte es unbefangen zu lesen und auf Gemeinsamkeiten zu prüfen. Rekapitulierend kam Preisendanz zum Ergebnis, dass es in allen Sinngedicht-Novellen um den Unterschied von „Sein und Schein, Wesen und Erscheinung, Grund und Oberfläche, Antlitz und Maske, Gestalt und Vermummung“ gehe, um die „problematische Spannung zwischen dem, was ein Mensch darstellt, vorgibt, vorstellt, und dem, was er vorenthält, verhehlt, verbirgt“ – an Lucies skeptische Ansicht über die Aufrichtigkeit der Autobiografen zu denken. Zwar offenbare sich im spontanen Gefühlsausdruck, im Logauschen Phänomen, sehr wohl jene feste Verbindung zwischen moralischer und physischer Welt, auf die der Naturforscher Reinhart vertraut. Doch im Grenzgebiet beider Welten, wo die verschlungenen Wege menschlicher Willkür und die geradlinigen der Naturkausalität einander durchkreuzten, habe die experimentelle Methode das Spiel verloren. Was das Epigramm verheiße, könne nur erleben, wer sich auf Lucies Territorium begebe, mit ihr zusammen menschliche Schicksale verstehen lerne, Geschichte und Geschichten, fremde und eigene. Hier, im Labyrinth der Einbildungen, Vieldeutigkeiten, Verhüllungen, sei ihre Methode, an der Hülle zu zweifeln und nach dem Kern zu fragen, die angemessenere.
Diese Methode, nämlich die traditionelle der Erzähler und Dichter, gegenüber der modernen, naturwissenschaftlichen zu rechtfertigen, darauf komme es dem Autor hauptsächlich an. Preisendanz’ Aufsatz schließt mit dem Hinweis auf Zolas Manifest Le roman expérimental, mit welchem sich um 1880 der Naturalismus Bahn zu brechen begann. So betrachtet, gewinnt der Zyklus auch das Ansehen einer literarischen Positionsbestimmung: Keller wendet sich im Sinngedicht gegen die von den Naturalisten geforderte Verwissenschaftlichung der Literatur und plädiert für die Reichsunmittelbarkeit der Poesie, worunter er das Recht versteht, zu jeder Zeit, auch im Zeitalter des Fracks und der Eisenbahnen, an das Parabelhafte, das Fabelmäßige ohne Weiteres anzuknüpfen.

### Zum Thema Verhältnis der Geschlechter
Nachdem 1880, kurz vor dem Erscheinen des Sinngedichts, Ibsens Nora oder Ein Puppenheim auf deutschen Bühnen Furore gemacht hatte, verglich der junge Theaterkritiker Otto Brahm das Stück mit dem Sinngedicht. Sein Eindruck: „Auch diese Dichtung dreht sich […] im Grund um dieselbe sociale Frage, auch hier polemisiert der Autor gegen den Egoismus des Mannes, der in seiner Gattin nicht die gleichberechtigte Genossin, sondern eher ein zu überwachendes und aufzuziehendes Kind, ein zerbrechliches Spielzeug aus dem ‚Puppenheim‘ sieht“. Ähnlich ließ sich Fritz Mauthner vernehmen: Das Sinngedicht sei in seinem Ausblick auf die Ehefrage „so modern wie George Eliot, wie nur Ibsen in seiner ‚Nora‘ und das selbstbewußteste Weib könnte mit der Stellung zufrieden sein, die Keller ihm zuweist.“ Solche Ansichten blieben vereinzelt. Als prägend erwies sich Ermatingers Lektüre. Diese stützte sich auf Reinharts Karikatur der drei Bildungsdamen und der Malerin in Regine und ergab, dass Keller die Emanzipierten „aufs grimmigste hasst, weil sie mit ihrer Verfälschung der Geschlechtsunterschiede die Natur zu verfälschen trachten.“ Lucie wurde unter dieser Voraussetzung entweder nicht als Emanzipierte wahrgenommen, oder aber als eine Person, die „den Hochmut der Emanzipierten verlernen und ihrem Gefühl Raum geben“ muss. Auch in den feministischen Interpretationen, die seit den 1980er Jahren entstanden sind, überwiegt dieses Bild von Lucie, freilich mit dem Unterschied, dass sie nun als Frau gesehen wird, die im Schlusskapitel vor dem Mann kapituliert. Die semantische Färbung, die Ermatinger Reinharts Aktivitäten durch das Wort „Brautschau“ verliehen hatte, blieb ungeachtet ihrer Unstimmigkeit erhalten. Sie fand Eingang in Literaturgeschichten, aber auch in ausführliche Interpretationen wie die Gerhard Kaisers. Für ihn ist Herr Reinhart „zur planvoll-experimentellen Auswahl einer Dame für Ehezwecke aufgebrochen“.

#### Was Lucie für Reinhart einnimmt und ihn für sie
„Geliebt wirst du einzig, wo du schwach dich zeigen darfst, ohne Stärke zu provozieren.“ Theodor W. Adorno
Preisendanz’ Lektüre ergab, dass der Zyklus nicht von einer einseitigen Probe handelt, sondern von einer gegenseitigen Prüfung. Hinter dem „Geplänkel“ um Treppenheirat und Wahlherrlichkeit stehe die Frage: „mit wem habe ich es eigentlich zu tun?“ Die Ansichten, die Reinhart im Streitgespräch gegen sie hervorkehrt, nennt Lucie „orientalisch“ und vergleicht seine Einstellung mit der eines Paschas auf dem Sklavenmarkt. Die spöttische Abwehr hindert sie indessen nicht, die Schicksale, die er erzählt, aufmerksam zu verfolgen. Seine drei Geschichten enthalten Botschaften, die sie nahe angehen: Der Mann soll die Frau in schwieriger gesellschaftlicher Lage nicht allein lassen wie Erwin Regine, soll die Verkümmernde in gute Erde pflanzen wie Brandolf die arme Baronin, er soll der Niedergedrückten die Hand zum Aufstehen bieten wie Don Correa der Zambo. Über das Prekäre ihrer eigenen Lage macht Lucie sich keine Illusionen: Jeder aufmerksame Beobachter muss sich fragen, warum sie, eine strahlende Erscheinung, ihre besten Jahre in dieser vornehmen Einsamkeit in einem klosterartigen Hause verlebt – was ist da vorgefallen, was nagt an ihr? Solche Fragen würde ein gewöhnlicher Gebildeter, sei er leichtsinniger Anbandler oder seriöser Brautwerber, still für sich behalten und seine Bewunderung für literaturbeflissene, unabhängig denkende Frauenzimmer hervorkehren. Reinhart dagegen fragt laut und ungehörig: „Warum treiben Sie alle dieses Dinge?“ Er setzt Lucie damit in Verlegenheit, sie errötet; er aber auch, da ihm siedend heiß einfällt, worauf diese Frage hinausläuft: Schönste, weißt du nichts Besseres zu tun? oder noch deutlicher: was hast du erlebt? Doch dann erzählt er in drei Anläufen, wie eine im Elend aufgewachsene Magd, eine von Brüdern und Ehemann schwer verletzte Geschiedene und zuletzt eine Sklavin auf Dauer zur Gefährtin eines gebildeten Mannes werden kann, sofern dieser über seiner Bildung nicht die schlichte Menschlichkeit vergisst. Lucie nimmt zur Kenntnis, dass der seltsame Gast ihr nicht nach dem Munde redet. Selbst der Hohn, mit dem sie ihm den blanken Eigennutz vorhält, welcher die Herrn der Schöpfung gewöhnlich antreibt, wenn sie sich als Erlöser und Bildner des Weibergeschlechts aufspielen, schreckt ihn nicht davon ab, seinen Standpunkt zu verfechten. Das gefällt ihr; falls sie sich noch einmal verlieben will, dann nicht in einen Wankelmütigen.
Durchs Erzählen fremder Liebeshändel haben die beiden einander erforscht, ihre äußeren Vorlieben und Abneigungen, aber auch ihren charakterlichen Kern. Lucie ist nicht entgangen, dass in dem Mietsgaulreiter wie in Don Quijote ein nobles, zeitlos ritterliches Herz schlägt. Letzte Gewähr dafür bietet ihr seine Reaktion auf die Enthüllung ihres Geheimnisses. Doch schon dass sie es ihm anvertraut, zeigt, wie wenig sie befürchtet, er werde ihre gesellschaftliche Schlagseite ausnützen, um aus ihr „ein gedrücktes Hausfrauchen, so ein bescheidenes aufgewärmtes Sauerkräutchen“ zu machen. Preisendanz: „Nur vor einem Mann, dessen Kern sie völlig sicher ist, kann sich Lucie von der verwünschten Heimlichkeit befreien“.
Umgekehrt kann Reinhart sich darauf verlassen, dass Lucies Bildung in die Tiefe reicht, Herzensbildung ist, nicht Glamour, Mittel zur Befriedigung von Geltungsdrang und Machtbedürfnissen wie bei den drei Parzen, die er in Regine vorführt. Gleich nach der nächtlichen Aussprache über Regines Schicksal ist er sich seiner Zuneigung sicher:
Mit wunderlich aufgeregtem Gefühle legte sich Reinhart in dem fremden Hause zu Bett, unter einem Dache mit dem ziervollsten Frauenwesen der Welt. Wie es Leute gibt, deren Körperliches, wenn man es zufällig berührt oder anstößt, sich durch die Kleidung hindurch fest und sympathisch anfühlt, so gibt es wieder andere, deren Geist einem durch die Umhüllung der Stimme im ersten Hören schon vertraut wird und uns brüderlich anspricht, und wo gar beides zusammentrifft, ist eine gute Freundschaft nicht mehr weit außer Weg.
Was den Naturforscher für Lucie einnimmt, ist ihr Geist. Dass dieser sich auch als Widerspruchsgeist äußert, macht ihn vorübergehend kleinmütig: „Da lob’ ich mir die ruhige Wahl eines stillen, sanften, abhängigen Weibchens, das uns nicht des Verstandes beraubt!“ sagt er sich nach der Geschichte von Hildeburgs Gattenwahl, um gleich darauf fortzufahren: „Aber freilich, das sind meistens solche, die rot werden, wenn sie küssen, aber nicht lachen! Zum Lachen braucht es immer ein wenig Geist; das Tier lacht nicht!“ Freundschaft, geistige Gemeinschaft, ein Verhältnis, in welchem kein Teil den anderen bevormundet und dominiert, erscheint im Sinngedicht als Vorstufe einer Liebe und gutes Omen einer Ehe.

#### Reinhart ein männlicher Chauvinist?
Dass Keller die Freundschaft als Grundlage dauerhafter Liebe darstellt, wird in neueren Interpretationen teils anerkannt, teils bestritten. Letzteres von Adolf Muschg, wenn er sich so äußert: „Große Dichtung redet von der Frau oft nicht anders als der Biertisch.“ Kellers Sinngedicht sei „bei unfreundlichem Licht besehen die Prüfung einer Auswahlsendung von Frauenware […] kunstvoller und lehrhafter Markttip […] eine höhere Art von Fleischbeschauung.“ Dagegen findet Gunhild Kübler im Sinngedicht „ein beachtliches emanzipatorisches, ja feministisches Potential“. An die Stelle des Traumes, in welchem die Frau von Mannes Gnaden existiert, träten darin „neue, aufklärerisch-egalitäre Vorstellungen von Erotik und ehelicher Liebe, wie sie in der Literatur dieser Zeit einzigartig sind.“ Ihr Fazit: „Große Dichtung […] redet von der Frau eben nicht wie der Biertisch, und genau das ist eines der Merkmale ihrer Größe.“
Während die Interpreten mehrheitlich bei Reinhart einen Lern- und Entwicklungsprozess feststellen, bleibt er für Ursula Amrein und die Mehrzahl der feministischen Interpreten ein Chauvinist, „der, um sich seiner männlichen Überlegenheit zu versichern, an zwei Fällen demonstriert, wie die Unterlegenheit der Frau zur unbedingten Voraussetzung einer glücklichen Ehe gehört.“ Lucies Selbstoffenbarung erscheint so als Akt der Unterwerfung, Reinharts Reaktion darauf als „integrative Aneignung der Frau“: „Diese Aneignung vollzieht sich, indem der Mann die Frau als Beichtvater seinem Gesetz unterstellt und sie so als sein Geschöpf in die von ihm repräsentierte Ordnung überführt. Als Beichtvater löst er zugleich das Rätsel der Frau. Dieser Vorgang, der sich im Text als Erlösung der Frau präsentiert, beinhaltet faktisch deren Unterwerfung. Denn indem der Mann das Geheimnis der Frau löst, gewinnt er Macht über sie.“ Ähnlich sieht dies Gerhard Kaiser, wenn er Lucie ein Puppenheim-Schicksal voraussagt: Zwar werde sie „nicht zum Heimchen am Herd schrumpfen“; gleichwohl: „Der blickverengte Naturforscher wird in Zukunft ein beglückter Naturforscher sein, dem die kultiviert liebende Gattin die Falten der Stirn und die Müdigkeit der Augen wegstreichelt.“ So gelesen läuft Kellers Sinngedicht nicht auf die Anerkennung der geistigen Ebenbürtigkeit und Gleichberechtigung Lucies hinaus, sondern auf Aneignung, Nutzbarmachung und Zähmung einer Widerspenstigen.

### Zum Thema „Zwei Kulturen“
Nach Kaiser repräsentieren Reinhart und Lucie unterschiedliche Lebensformen, die naturwissenschaftlich-technische und die schöngeistig-literarische, – zwei Kulturen im Sinne der These von Charles Percy Snow, die seit dem 19. Jahrhundert einander immer fremder werden. Deren Gegensatz sei im Disput um die Ebenbürtigkeit von Mann und Frau untergründig wirksam und werde durch den Friedenskuss der Kontrahenten nicht aufgehoben. Gerade hier, beim gemeinsamen Waldspaziergang, lasse eine Bemerkung Reinharts die Bruchlinie zwischen seiner naturwissenschaftlichen Welterklärung und Lucies auf Sprache und Verständnis gegründeter Lebensform deutlich erkennen. Der Streit um Vorrang, den die zwei Kulturen führten, gehe hinter dem Rücken des vereinten Paares weiter. Die Erzählung ende nicht mit einem Triumph von Lucies Kultur, der Autor halte den Ausgang bewusst in der Schwebe, gebe jedoch klar zu verstehen, welcher Seite er zuneige. Dies geschehe durch eingeflochtene Hinweise auf Goethe und dessen Kritik an der Newtonschen Optik. Überdies sei Lucie als die überlegene und „menschlich reichere Gestalt ausgeprägt“.

#### Reinhart ein „aufgeklärter Dunkelmann“?
Das Sinngedicht somit als Rechtfertigung des Poetischen angesichts der naturwissenschaftlichen Herausforderung, – Kaiser stimmt Preisendanz’ These zu, teilt aber nicht dessen Ansicht, dass zu diesem Kellerschen Projekt auch der Naturforscher beiträgt, es sei denn als negative Kontrastfigur. Reinhart erscheint Kaiser als „ein aufgeklärter Dunkelmann“, der sich der geistigen Welt Lucies zeitweilig nähere, seelisch aber aus seiner verdunkelten Studierstube nie voll ans Licht trete. Noch in der Liebesszene verhalte er sich seltsam hölzern und gefühllos. Anders als Lucie, die ihm ihre bewegte Jugendgeschichte anvertraut, besitze er keine erzählenswerte Vergangenheit, sei geschichtslos und wirke entsprechend gesichtslos, – ein lebensplanender Rationalist, wie seine Verbindung von (nützlicher) Augenkur mit (angenehmer) Brautschau zeige. Mit ihm, dem „blickverengten Naturwissenschaftler“, werde „ein Leittypus der Zeit zum fragwürdigen Helden gemacht“, ein Mensch, dessen „abstrahierender wissenschaftlicher Umgang mit dem Leben und der Welt etwas Tötendes an sich hat“. Dass ein solcher Mensch als charmanter Plauderer und ernsthafter Erzähler „sprachmächtig“ werden und eine Frau wie Lucie gewinnen kann, erstaunt Kaiser. Zur Erklärung verweist er auf die Kellersche Reichsunmittelbarkeit der Poesie: Es gehe in der Haupthandlung wie im Märchen zu, wo „Dümmlinge […] am Ende das Glück gewinnen“ und weise Frauen über wundersame kathartische Kräfte verfügen.
Kaisers Auffassung wird neuerdings von biographischer Seite her bestritten. Aus Briefen von Kellers Freund Jakob Christian Heusser, die erst 2011 veröffentlicht wurden, geht hervor, dass die Reinhart-Figur nicht frei erfunden ist. Keller hat sie mit Zügen Heussers, eines Naturwissenschaftlers ausgestattet. Die beiden lernten sich 1851 in Berlin kennen, wo Heusser im Labor von Heinrich Gustav Magnus mit kristall-optischen Untersuchung beschäftigt war. Viele Einzelheiten des ersten Kapitels, die Schilderung des Arbeitsgemachs, des darin aufgebauten Apparats, selbst Reinharts Augenschmerzen, verdanken sich dem Umgang des Autors mit diesem Freund. Die Fiktion beginnt an dem Punkt, wo Keller den Naturforscher das Logausche Sinngedicht entdecken lässt, das er in Wirklichkeit 1851 selbst entdeckte. Insofern handelt es sich bei der Reinhart-Figur um ein Mischporträt, in dem Züge Heussers mit Zügen Kellers zusammengeflossen sind. Dies – so die Argumentation – erkläre die Haltung des Autors zu seiner Figur: freundliche Ironie vermischt mit Selbstironie. Hätte Keller den Naturforscher als finsteren Pedanten oder sonst wie dunkelmännisch erscheinen lassen wollen, wären ihm dazu die Mitteln beißender Satire zu Gebote gestanden. Stattdessen belohne er ihn mit einer Frau wie Lucie. Die seit den 1960er Jahren in der Sekundärliteratur spürbare Dämonisierung der Reinhart-Figur sei ein interpretatorisches Artefakt und Ausdruck des in den Geisteswissenschaften verbreiteten Ressentiments gegen Naturwissenschaftler; somit selbst ein Symptom der zunehmenden Entfremdung zwischen den „Zwei Kulturen“.

#### „Kellers Lessing“
Klaus Jeziorkowski untersucht die ins Sinngedicht eingeflochtenen Verweise zu anderen literarischen Texten. Er macht dabei auf eine Szene im Anfangskapitel aufmerksam, aus der ein anderes, weniger düsteres und widersprüchliches Bild des Naturforschers Reinhart hervorgeht: Als Reinhart sich auf die lange vernachlässigten menschlichen Dinge besinnt, fällt ihm seine Sammlung schöngeistiger Literatur ein. Sie steht in einer Bodenkammer. Nachdem er das Tageslicht wieder hereingelassen hat, steigt er dort hinauf und greift als erstes zu einem Band Lessing, – dem Band, in dem er wenig später das Logausche Epigramm entdeckt. Er zieht ihn hervor, befreit ihn vom Staub und sagt:
„Komm, tapferer Lessing! es führt dich zwar jede Wäscherin im Munde, aber ohne eine Ahnung von deinem eigentlichen Wesen zu haben, das nichts anderes ist als die ewige Jugend und Geschicklichkeit zu allen Dingen, der unbedingte gute Wille ohne Falsch und im Feuer vergoldet.“
Jeziorkowski: „Für Keller ist Lessing der Licht-Bringer, der Aufklärer in Person“. Es steckt somit nicht wenig Kellersches in der Figur des Naturforschers, auch in seiner ausfälligen Bemerkung über Leute, die den Dichter bloß im Munde führen. Jeziorkowski identifiziert die Waschweiber als Literaten, die mit schlechten Literaturgeschichten und Lobhudelei auf Lessing Kellers Zorn erregten.
Offensichtlich hat sich der Naturforscher intensiv und kritisch mit schöngeistiger Literatur auseinandergesetzt, bevor er sich ganz auf das Naturstudium verlegte. Ohne eine solche Vorgeschichte käme die Haupthandlung nicht in Gang, oder endete spätestens dort, wo Lucie ihren Gast einlädt, sich im Landhaus umzusehen. Ein Spezialist mit beschränktem Horizont würde sich wohl kaum für Lucies Büchersammlung interessieren, keine Eifersucht auf ihr Treiben spüren und keine provokanten Fragen stellen; er könnte sich mit ihr nicht messen.

#### Bildungsgeschichte eines Naturwissenschaftlers
Reinhart erwähnt Lucie gegenüber nur einmal seine etwas willkürlichen und ungeregelten Studien. Mehr über Lebensform, Philosophie und Bildungsgeschichte des Naturforschers lässt sich dem Anfangskapitel entnehmen. Den Anspielungsreichtum und die vielsagende Ironie dieses „epischen Eingangs“ hat erstmals Preisendanz untersucht: Die Erwähnung eines Werks von Darwin gleich im ersten Satz (Gesetz der natürlichen Zuchtwahl), die Schilderung von Reinharts Arbeitsgemach samt Inventar (Studierstube eines Doctor Fausten, aber durchaus ins Moderne, Bequeme und Zierliche übersetzt), die Bemerkung über die schöngeistigen Schriften in der Bodenkammer (eine verwahrloste Menge von Büchern) und andere mehr. Die folgende Stelle, auf dem Hintergrund der Lessing-Anrufung gelesen, lässt erkennen, warum Reinhart mit dem Rücken zum Literaturbetrieb seiner Gegenwart lebt:
Die moralischen Dinge, pflegte er zu sagen, flattern ohnehin gegenwärtig wie ein entfärbter und heruntergekommener Schmetterling in der Luft; aber der Faden, an dem sie flattern, ist gut angebunden, und sie werden uns nicht entwischen, wenn sie auch immerfort die größte Lust bezeigen, sich unsichtbar zu machen.
Jetzt aber war es ihm, wie gesagt, unbehaglich zu Mute geworden […].
Grund der Abkehr ist die entfärbte, heruntergekommene Bildung, die museale Klassiker-Verehrung, der Kult um die gipserne Venus, den er in Regine karikiert. Goethes Faust, „gescheiter als alle die Laffen, / Doktoren, Magister, Schreiber und Pfaffen“, wandte sich der Magie zu. Kellers Reinhart, verdrossen vom Gewäsch der Literaten, hat sich auf die Erkundung des Stofflichen und Sinnlichen konzentriert. Das geschah im Vertrauen auf die feste Verbindung zwischen den Naturgesetzen und den moralischen Erscheinungen. Nun aber fühlt er, dass sich dieses Vertrauen nicht bewähren kann, wenn man sich einsperrt und die Begegnung mit dem Leben auf die lange Bank schiebt.
Mit dieser Einsicht verlässt der moderne Faust sein Laboratorium, fährt aus – als Mephistopheles’ Zaubermantel dient ihm das galante Poem – und begegnet Lucie. Sie ist es, die dem Bildungsverdrossenen das Leben wieder nahebringt. Durch sie wendet sich der Autor an seine Leserschaft und ermutigt die Vertreter der alteingesessenen literarischen Kultur dazu, den Vertretern der neu aufkommenden Kultur samt ihrem literarischen Gefolge mit Selbstbewusstsein zu begegnen.

#### Von der Durchleuchtung zur Erleuchtung
Das Anfangskapitel des Sinngedichts ist mit ironischen Pointen gegen die Naturwissenschaft gespickt. Schon der erste Satz enthält eine:
Vor etwa fünfundzwanzig Jahren, als die Naturwissenschaften eben wieder auf einem höchsten Gipfel standen, obgleich das Gesetz der natürlichen Zuchtwahl noch nicht bekannt war, öffnete Herr Reinhart eines Tages seine Fensterläden […].
Zunächst wird die Handlung auf Mitte der 1850er Jahre datiert, die Zeit des Materialismusstreits. Die Spitze richtet sich gegen die Ruhmredigkeit der naturwissenschaftlichen Wortführer in diesem Streit, die mit jeder neuen Entdeckung den Gipfel der Welterklärung erreicht sehen, wo doch wenig später eine noch neuere sie überbietet. Im selben Tonfall fährt der Autor-Erzähler fort und schildert die Studierstube des modernen Faust: Kein ausgestopftes Monstrum hing an räucherigem Gewölbe, sondern bescheiden hockte ein lebendiger Frosch in einem Glase und harrte seines Stündleins. Er mag noch eine Weile harren, denn der Forscher ist gerade mit der Aufklärung des Baus von Kristallen beschäftigt und spannt dazu statt Fröschen Lichtstrahlen auf die Tortur – eine Anspielung auf Goethes Polemik gegen Newton. In dieser Umgebung genießt Herr Reinhart das große Schauspiel, […] welches den unendlichen Reichtum der Erscheinungen unaufhaltsam auf eine einfachste Einheit zurückzuführen scheint, wo es heißt, im Anfang war die Kraft, oder so was, – erneut eine Faust-Anspielung, verbunden mit einem Seitenhieb gegen Ludwig Büchners Kraft und Stoff und den naturwissenschaftlichen Reduktionismus.
Dass solche Spitzen fest in der Struktur der Rahmenerzählung verankert sind, zeigen schon die Namen der Hauptfiguren: Der Kristallforscher, dessen Name sich aus den Wörtchen „rein“ und „hart“ zusammensetzt, wird selbst zum Untersuchungsobjekt. Er bekommt es mit einem weiblichen Wesen zu tun, das „Lux, mein Licht“ gerufen wird. Dieses Lichtwesen regt ihn zu einer Art von Phosphoreszenz an in Form jener unklugen Aufrichtigkeit, die ihn bei Tisch befällt. Er wird von den harten Strahlen ihrer Satirepfeile durch-leuchtet, wobei er sich beträchtlich erhitzt, aber seine Konsistenz behält. Im Endeffekt ist er er-leuchtet, strahlt jetzt selbst und nennt die Zeit, da er Lucie noch nicht kannte, ante lucem, vor Tagesanbruch. Auf die Spur dieses Concetto führt die Textanalyse der Naturwissenschaftlerin Henrike Hildebrandt. Geisteswissenschaftliche Interpreten – der Zahl nach weit überwiegend – erkennen im Kristallkörper weniger den Gegenstand, als das Werkzeug der Untersuchung, das lichtzerlegende Prisma. Während Keller Reinhart etwas ganz Neues treiben lässt, Kristallographie, eine Forschungsrichtung mit Zukunft, sehen sie ihn mit der Wiederholung jener altertümlichen Versuche beschäftigt, deren Deutung durch Newton einst Goethes Polemik veranlasste. Am Ende dieser Fährte wird er dann als ein zum Goetheanertum bekehrter Newtonianer entdeckt. Auf eine solche Umkehr gibt es im Text keinen Hinweis. Zwar folgt Reinhart Goethes Aufruf „Freunde flieht die dunkle Kammer“, doch macht dies den erklärten Verächter von Kulten nicht zum Anhänger der Farbenlehre, Signum des Goethekults. Kurz: Kellers ironische Abwehr gegen die Überhebung der ebenbürtigen Naturwissenschaft überschreitet nicht die Grenze, schlägt nicht selbst wieder in die Überhebung des Poeten um, der für sich und seine Gefolgschaft die unumschränkte Deutungshoheit auf dem Gebiet des Menschlich-Moralischen fordert. Reinhart bleibt am Schluss des Sinngedichts, was er am Anfang war, Forscher, mehr Wahrheitssucher als Wahrheitsbesitzer, der Empirie verpflichtet. Dies geht aus einer Bemerkung hervor, die er im Schlusskapitel macht.

#### Darwin imSinngedicht

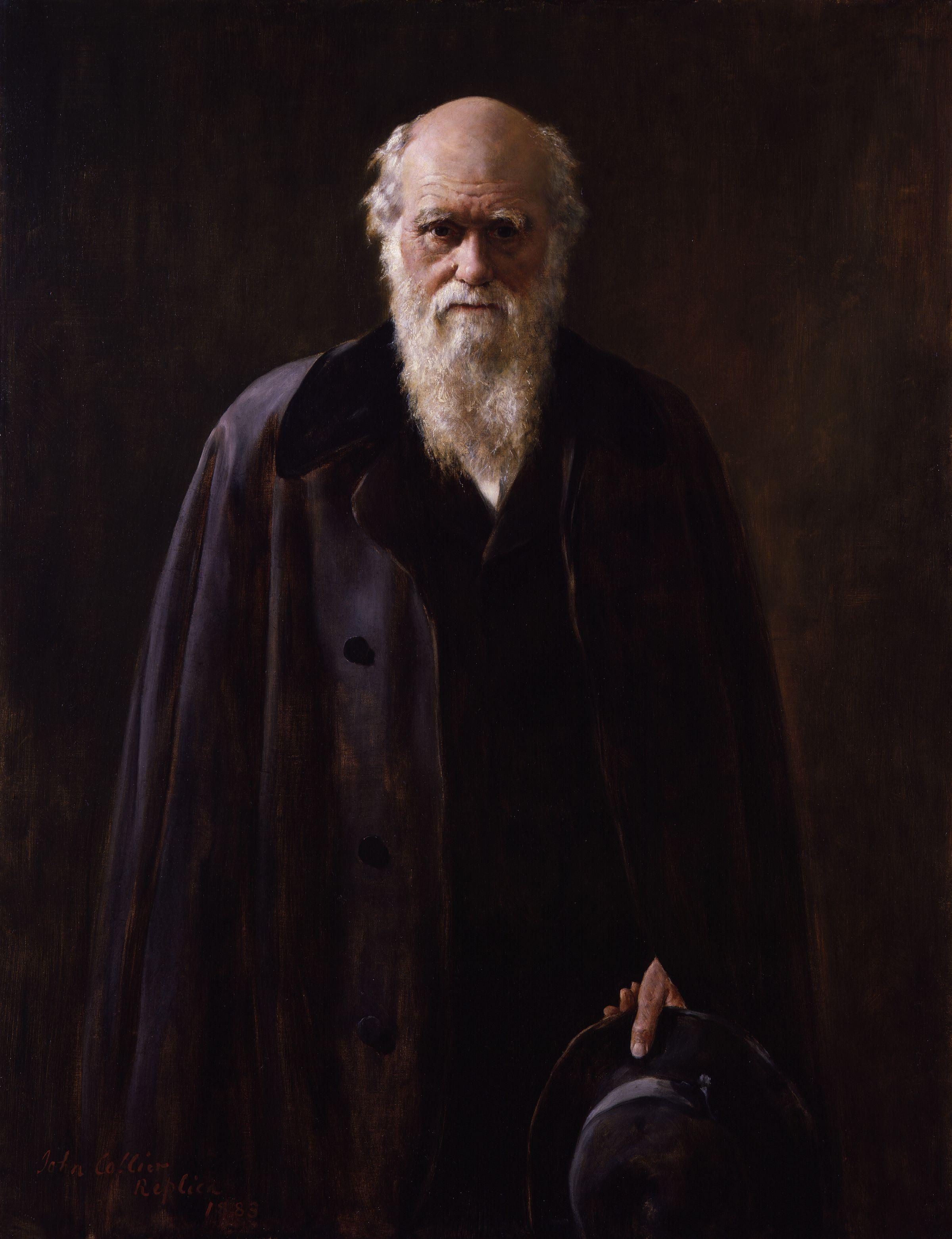
Charles Darwin (John Collier 1881)

Was hat die Erwähnung des Gesetzes der natürlichen Zuchtwahl am „epischen Eingang“ des Sinngedichts zu bedeuten? „Warum werden wir ausgerechnet an Darwin, an das vielleicht folgenreichste naturwissenschaftliche Werk des 19. Jahrhunderts erinnert, obgleich es doch zur Zeit der Begebenheit noch gar nicht bekannt war?“
Wie die Lessing-Stelle zeigt, ist Reinhart für den Autor Hoffnungsträger, ein Naturwissenschaftler, wie er sein soll: Einer, der sich an die Fakten hält, auch wenn sie – wie in der Regine-Erzählung – seiner schönen Theorie zuwiderlaufen; kein weltanschaulicher Propagandist, frei von Experten-Allüren, doch wenn es darauf ankommt, naturkundig mit Rat und Tat präsent. So auf dem Waldspaziergang, als er Lucie die von einem Krebs attackierte Schlange zu halten gibt („Fassen sie nur fest mit beiden Händen, es ist keine Giftschlange!“). Lucie überwindet ihre Scheu, das kleine Rettungsabenteuer stimmt sie glücklich („wie froh bin ich, dass ich gelernt habe, die Kreatur in Händen zu halten!“).
„Ja“, erwiderte Reinhart, „es erfreut uns, in dem allgemeinen Vertilgungskriege das Einzelne für den Augenblick zu schützen, soweit unsere Macht und Laune reicht, während wir gierig mitessen.“ […]
Jürgen Rothenberg, der Kellers Sinngedicht als antidarwinistische Streitschrift liest, zitiert die Bemerkung, lässt aber während wir gierig mitessen aus. Kaiser moniert dies und hält dagegen, „dass Reinharts letztes Wort zum Schlangenabenteuer darwinistisch ist.“ Die Bemerkung kennzeichne exakt die Bruchlinie zwischen den zwei Kulturen. Der Naturforscher offenbare durch sie erneut seinen Lebensmangel. Er trete als Dozent, als distanzierter Theoretiker, als statuarische Autorität auf und präsentiere plötzlich eine umfassende Naturdeutung; es fehle „der leiseste Unterton einer gefühlshaften Wahrnehmung des Geschehens. Vielmehr wird die Situation blitzhaft durchröntgt, in ihrer lebendigen Oberfläche, sozusagen ihrer atmenden Haut, durchdrungen und zur tödlichen Raubtierwelt skelettiert“. Dem steht entgegen, was Reinhart weiter sagt, während er zuschaut, wie die befreite Schlange dem Spazierweg entlang durchs Gras schlüpft:
[…] „Aber sehen Sie, die Kreatur scheint diesmal dankbar zu sein und uns das Geleit zu geben!“
Reinhart weiß, dass Lucie Wahrheit ertragen kann. Doch nun kommt es ihm vor, als habe er ihr durch sein lautes Nachdenken zu viel davon zugemutet. Besorgt lenkt er ihren Sinn auf das Freundliche, Märchenhafte der Szene zurück. In diesem Kontext gewinnt die Bemerkung über den allgemeinen Vertilgungskrieg in der Natur einen anderen Sinn. Auch ist ihr Gestus nicht der, den Kaiser unterstellt: Reinhart trumpft nicht auf, schwingt keine weltanschauliche Propagandarede, am allerwenigsten spricht er als Zyniker. Er drückt aus, was einem aufmerksamen Beobachter, der das Verhältnis von Mensch und Natur illusionslos ins Auge fasst, angesichts eines solchen Rettungsabenteuers durch den Kopf geht. Seine Bemerkung zeugt auch von Gefühl, nämlich von jener stillen Grundtrauer, ohne die es, nach Kellers Wort, keine rechte Freude gibt. Was die Bruchlinie zwischen den zwei Kulturen und die schattenhafte Präsenz der neuen Abstammungslehre angeht, besagen seine Worte freilich auch dies: Wir tun gut daran, zumal im Hochgefühl des Glücks, über unserer menschlichen Erhabenheit, nicht unsere tierliche Natur zu vergessen. Darwin äußert sich im Schlusswort seines zweiten Hauptwerks, Die Abstammung des Menschen und die geschlechtliche Zuchtwahl, dessen Kernaussagen Keller bekannt waren, ungefähr im selben Sinn:
Ich habe die Beweise nach meiner besten Kraft mitgetheilt, und wir müssen anerkennen, wie mir scheint, daß der Mensch mit allen seinen edlen Eigenschaften, mit der Sympathie die er für die Niedrigsten empfindet, mit dem Wohlwollen, welches er nicht bloß auf andere Menschen, sondern auch auf die niedrigsten lebenden Wesen ausdehnt, mit seinem gottähnlichen Intellect, welcher in die Bewegungen und die Constitution des Sonnensystems eingedrungen ist, mit allen diesen hohen Kräften doch noch in seinem Körper den unauslöschlichen Stempel seines niederen Ursprungs trägt.

### Zum Thema Literaturdichtung

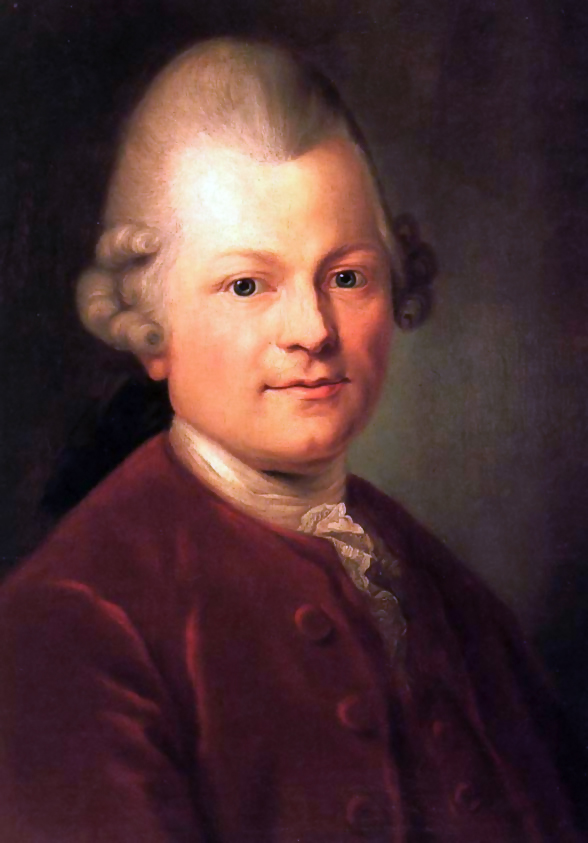
Gotthold Ephraim Lessing (Anton Graff 1771)

Die Anrufung Lessings durch Reinhart, die Entdeckung des Logauschen Epigramms, die Anspielungen auf Goethes Faust; die Musterung von Lucies Lebensbüchern mit Erwähnung von gut zwei Dutzend Werktiteln auf und abseits der großen Leserstraße vom jüngeren Plinius bis Darwin, – all dies macht das Sinngedicht zur gelehrten, zur Literaturdichtung. Hinzu kommen mythologische und biblische Anspielungen, Bezüge auf Märchen- und Sagenfiguren, sowie die Formtraditionen, die das Werk fortführt, Boccaccios Decamerone und Cervantes’ Don Quijote. Diese – im weitesten Sinne – Gestalten sind nicht Wissenszierrat, Bildungsballast, der Erzähler setzt sie ökonomisch ein, lässt sie in die Handlung eingreifen, wenn auch nicht alle so dramatisch wie das Logau-Epigramm am Anfang und das Goethe-Liedchen am Ende. „Würde man die Reflexe von Kultur- und Literaturhistorischem im Sinngedicht ignorieren wollen, so sonderte man nicht eine Zutat ab, sondern brächte das Werk um seinen Nerv.“ So Klaus Jeziorkowski, der einige dieser Bezüge bis in ihre Verästelungen verfolgt und dabei weitere, weniger offensichtliche entdeckt, etwa in Regine Kellers Abwehrhaltung gegen die Nibelungenpoesie Richard Wagners. Wie Altenauers „frühwagnerianisch“ glorifiziertes Deutschlandbild so zeige auch Don Correas astrologische Fabelei, Reinharts bedachtloser Umgang mit dem Epigramm und Lucies jungmädchenhafte Identifikation mit der Schillerschen Thekla, dass die Personen des Sinngedichts „generell dadurch gefährdet [sind], daß sich zwischen sie und die Realität Literatur stellt, daß sie literarisiert handeln, denken, leben, sich den Zugang zur Wirklichkeit verbarrikadieren durch das Buch. Sie haben ein Buch vor dem Kopf“. Einen verwandten Gedanken spricht Reinhart aus, nachdem der Oberst ihm ein Licht über den Grund von Lucies Gegenwehr aufgesteckt hat: „So geht es,“ sagte er mit unmerklicher Bewegung, „wenn man immer in Bildern und Gleichnissen spricht, so versteht man die Wirklichkeit zuletzt nicht mehr und wird unhöflich.“ Jeziorkowski:
Diese Dichtung erzählt vom falschen „Sich-ein-Bild-Machen“ durch Literatur und Lektüre, vom gefährlichen Idealisieren und vom wiederausgleichenden Zurechtrücken des Verkehrten. Sich ein Bild machen nach Literatur, nach Systemen – die ihrem Wesen nach idealistische Systeme sind –, bedeutet Verfehlen von Welt und Leben; das Loslassen solcher Konstruktionen führt in Welt und Leben hinein – diese nie explizit gegebene „Moral“ macht das Sinngedicht zum Modell der Überwindung des klassischen Historismus des 19. Jahrhunderts, zum spielerischen Sieg über ihn. Auf dialektische Weise ist die Aufhebung des säkularen Historismuszwanges nur dadurch möglich, daß sich Das Sinngedicht als Literaturdichtung reinsten Wassers, als voll entwickeltes Produkt des Historismus aufführt.

### Zum Thema Mythologie

#### Nereïden, Nixen, Nymphen

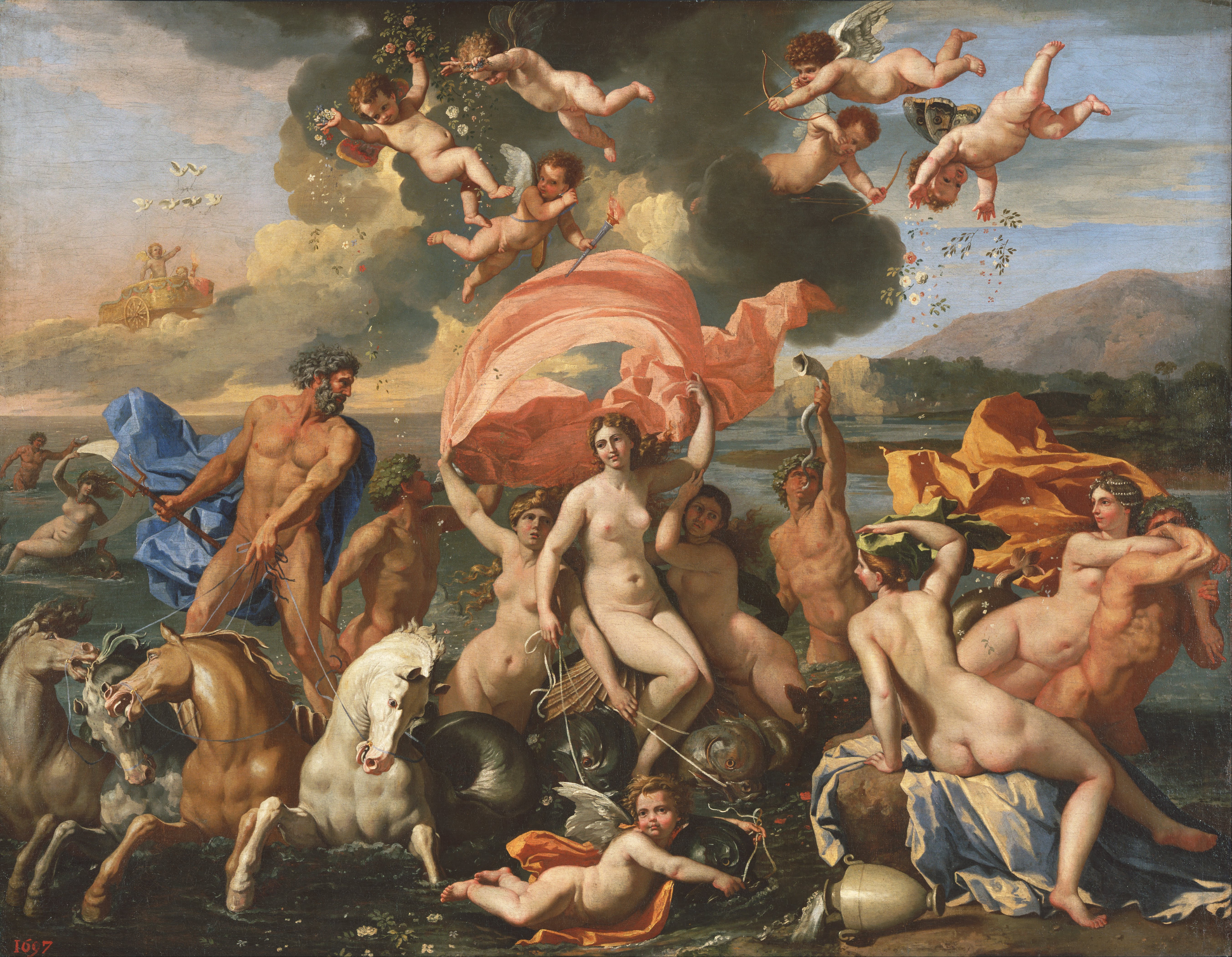
Poseidon und Amphitrite. Nicolas Poussin 1637

Kellers Verfahren zur Scheidung von Aktualität und Historie wird auch durch seine Behandlung mythologischer Gestalten deutlich. Der Name Galathea, ursprünglich als Titel vorgesehen, kommt im Sinngedicht fast nur zitatweise vor, fest ins Logau-Epigramm eingebunden. Doch dieses Zitat, zweimal aufgefrischt, erzeugt ein anhaltendes, leitmotivisches Echo. Sooft im Text vom Erröten oder Lachen die Rede ist, hallt von fern dieser Name wider. Auch richtet der Autor-Erzähler es so ein, dass an den weiblichen Figuren mehrfach Attribute von Nereïden auftreten, Kennzeichen, welche die malerische, epische und lyrische Überlieferung diesen Wesen zuschreibt. Eines davon ist ihre heimatliche Nähe zum Wasser, ein anderes ihre Lust am Anlocken, Necken, Überwältigen, Verzaubern, ja Vernichten von Männern. Beide zusammen ergeben zwar nicht die mythische Meeresgöttin, doch einen ihrer Aspekte: das Nixenhafte. Die Brückenzöllnerin, die sich überm Fluss das lange offene Haar kämmt und nach Schiffern ausschaut, trägt Züge der Heineschen Loreley; ebenso Salome, die schöne Wirtstochter „zum Waldhorn“: Wie die verlassene Geliebte des Brückenbauers nährt sie einen tiefen Groll gegen das andere Geschlecht, und Lucie erklärt damit ihre Lieblingslaune, […] die Männer zu verachten und mit solchen zu spielen. Dagegen sind Reinharts drei Heldinnen weitgehend frei von Nixerei und Hexerei, während seine männermordende Antiheldin auf einer Felsenklippe überm Wasser haust. Lucie nennt ihre Heldin Quoneschi, Wasserjungfer. Dass eine solche Nymphe dem jungen Trophäenjäger einst den Meister zeigen wird, weissagt die Erzählerin aus dem Gehäuse der Taschenuhr, die der junge Thibaut geschenkt bekommt:
Das Innere der Schale aber zeigte sich gar mit einer bunten Malerei emailliert; ein winziges Amphitritchen fuhr in seinem Wagen, von Wasserpferden gezogen, auf den grünen Wellen einher, von einem rosenfarbigen Schleier umwallt, und auf dem blauen Himmel stand ein weißes Wölkchen. Im Vordergrunde gab es noch Tritonen und Nereiden.
Mit der Erwähnung von Amphitrite, der schönen und berühmten Schwester Galatheas (ihr auf Gemälden oft zum Verwechseln ähnlich) nimmt die Erzählerin auch Reinhart aufs Korn, der mit seinem erotischen Reiseführer im Kopf „Galatheen in jedem Weibe“ sieht.

#### Pygmalion und Galathée

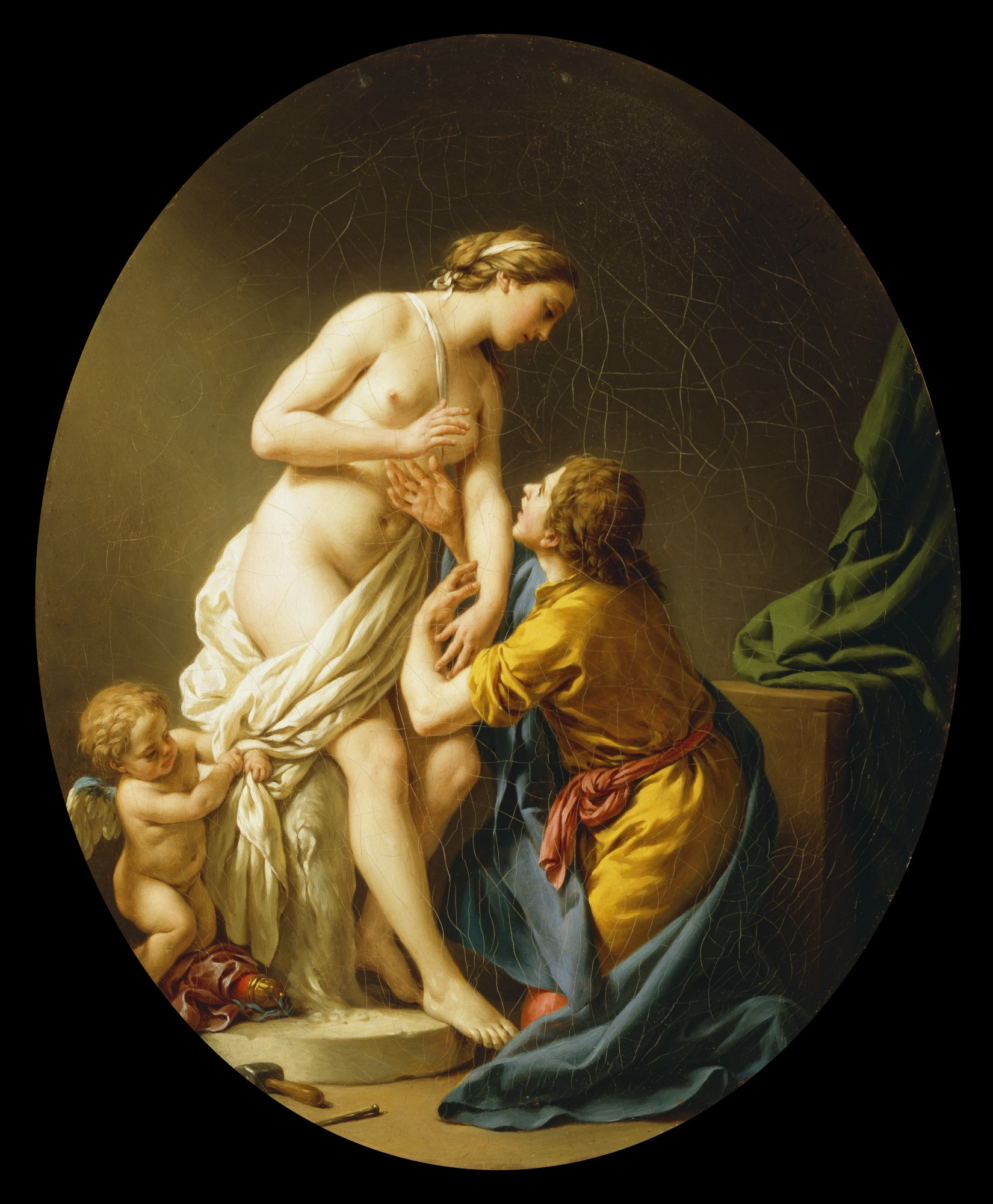
Pygmalion et Galatée. Louis Jean François Lagrenée 1781

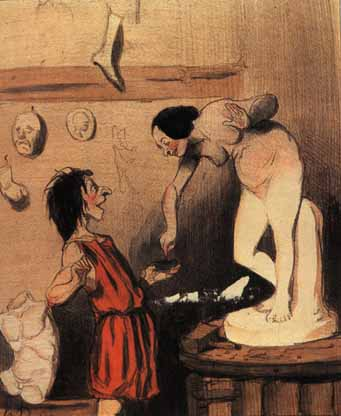
Pygmalion. Honoré Daumier 1842

Dichter und Publikum des 19. Jahrhunderts assoziierten mit Galathea auch den Namen Pygmalion. Im 10. Buch von Ovids Metamorphosen war die Frauenstatue, die der Bildhauer sich mangels einer liebenswerten Gefährtin erschafft und die auf sein Bitte von der Göttin Venus zum Leben erweckt wird, namenlos. Sie blieb es auch in den Nacherzählungen und Adaptionen dieses Märchens während vieler Jahrhunderte. Erst das Zeitalter der Empfindsamkeit begnügte sich damit nicht länger. Rousseau war vermutlich nicht der Erste, der ihr in seinem Melodram Pygmalion den aus Schäferspiel und Schäferroman vertrauten Namen Galathée gab, doch dieser Name haftete besser als andere und setzte sich durch.
Zum philosophischen Interesse am Künstler-Schöpfer Pygmalion und zur empfindsamen Anteilnahme an seinem Bildungswerk gesellte sich schon früh das Vergnügen an der komischen Seite des Statuenwunders. Bühnendichter und -komponisten des 19. Jahrhunderts erkannten darin einen dankbaren Stoff für Operetten und Komödien, in denen der Bildhauer als Pechvogel erscheint, welchem die zum Eigenleben erwachte Galathée allerlei Verdruss bereitet. An eine bühnengerechte Trauerspiel-Version des Stoffes war unter diesen Voraussetzungen nicht zu denken.
Wenn man Herbert Anton folgt, hat Keller es gleichwohl verstanden, die zur Lustspielcharge herabgesunkene (oder aufgestiegene) Figur ins Tragische zu wenden, allerdings unter Verschweigen ihres Namens und Handwerks. Anton: „Den Schlüssel für Kellers Rezeption der Pygmalion-Geschichte enthält die Regine-Novelle des Sinngedichtes.“ Tatsächlich ereignet sich dort eine Art verkehrtes Statuenwunder: Der Diplomat Altenauer, enttäuscht von den Töchtern seiner Gesellschaftsschicht, wählt edles Naturmaterial, um daraus ein Bild verklärten deutschen Volkstumes herzustellen. Aber der glänzende Abschluss seines Bildungswerkes misslingt, die lebendige Regine verstummt und verwandelt sich in ein Denkmal, kalt und leblos, jene mythische Heroenfrau, von der Lucie spricht. Auch in anderen Erzählungen und in der Rahmennovelle entdeckt Anton Motive aus verschiedenen Überlieferungen der Bildhauergeschichte.
Feministische Interpreten gehen über Antons Nachweis mythologischer Parallelen hinaus und sehen in der Pygmalion-Erzählung den Generalschlüssel zum Zyklus. An dieser Fabel lasse sich, so Ursula Amrein, „die Struktur eines männlichen Schöpferwahns beschreiben, in der jene Tötungs-, Belebungs- und Inzestphantasien präfiguriert sind, die im Sinngedicht das Eingehen der Frau in die Ordnung ihres Mannes begleiten.“ Die Autorin, die sich bei ihren Textanalysen vom dekonstruktivistischen Leseverfahren Kristevas leiten lässt und Themen wie Zuneigung, Vertrauen, Freundschaft, Liebe zwischen Frau und Mann ausklammert, zieht folgende Bilanz: „Die Frau […] ist nicht allein das von Pygmalion zu belebende Objekt. Ihr wird zugleich die Fähigkeit abgesprochen, selbst Leben hervorzubringen. Der Mann setzt sich damit unter Ausschluss der Frau an den Ursprung des Lebens. Er macht sich – wie der Naturforscher Reinhart – zum Schöpfer der Natur selbst, indem er sich diese im Kussexperiment stellvertretend über die Frau anverwandelt.“ Wenn dies ernst gemeint ist, dann hätte Keller mit Herrn Reinhart eine Figur erfunden, die alle megalomanen Naturwissenschaftler seit Frankenstein in den Schatten stellte; was die Frage aufwirft, ob eine solche Erfindung ihren Erfinder aus feministischer Sicht nicht schwer belastet. Doch Amrein rechtfertigt Keller und spricht ihm das Verdienst zu, die „als Befreiung verklärte Aneignung der Frau auf eine mit Gewalt verbundene Unterwerfung hin durchschaubar“ gemacht zu haben. Diese Durchschaubarkeit verdanke sich Kellers uneindeutiger, vexierbildhafter Schreibweise, welche der dekonstruktivistischen Lektüre, (deren Resultate freilich eindeutig sind), gleichsam den Boden bereite. Aus diesem Grund stellt Amrein im Schlusswort ihrer Studie den Autor des Sinngedichts auch nicht zu den literarischen Epigonen, räumt ihm vielmehr einen Platz unter den Vertretern, zumindest Vorläufern der postmodernistischen Erzählweise ein.
Herbert Antons These wurde auch pauschal bestritten: Weder ließen Altenauer und Reinhart sich als Pygmalion-Chiffren deuten, noch hätte Logaus Galathee etwas mit der Rousseauschen Galatée zu tun: Die Schäferinnen-Nymphen der galanten Poeten seien Leben und Liebe erweckende Gestalten, mit einer von der Bildhauer-Fabel unabhängigen, auf die antike Galateia zurückführenden Tradition. Angesichts solcher Streitigkeiten ist an den Satz zu erinnern, den Keller Reinhart in den Mund legt: „Wenn man immer in Bildern und Gleichnissen spricht, so versteht man die Wirklichkeit zuletzt nicht mehr“. Dass Menschen die Wirklichkeit verkennen, sich irren, mit komischen oder tragischen Folgen, gehört mit zur Wirklichkeit. Insofern stehen Erwin und Regine für wirkliche Menschen, ihr tragisches Aneinander-vorbei-Schweigen ist dem Leben abgelauscht. Auch Lucie lässt sich auf kein mythologisches Vorbild reduzieren, weder auf die antike, noch auf die barocke, noch auf die Goetheschen Galathea, jenen „Inbegriff der vollkommenen Schönheit, die Liebe erweckt, selbst aber von der Liebe nicht angerührt wird.“ Zwar brächte man, nach Jeziorkowskis Ausdruck, „das Werk um seinen Nerv“, wollte man übersehen, dass der Erzähler auf sie einen Abglanz der im Muschelwagen stolz einher fahrenden Nereustochter fallen lässt. Aber unbeschadet solcher Beleuchtung zeichnet er sie vor allem als nüchtern-klugen Menschen, der danach strebt, die von allerlei Masken und Einbildungen verstellte Lebenswirklichkeit frei zu räumen. Interpreten könnten sich an ihr, und an Reinhart, ein Beispiel nehmen: Auch Texte sind Realitäten, deren Zugang man sich, nach Preisendanz, durchs Hineinlesen einer postulierten Sinnerwartung – Ideen, Bildern, Mythologemen – versperrt.

## Entstehung
Jonas Fränkel, der Herausgeber der ersten textkritischen Keller-Edition, stellt fest: „Unter allen Büchern Gottfried Kellers hat keines eine gleich lange Entstehungsgeschichte, keines wurde in gleich kurzer Zeit niedergeschrieben wie Das Sinngedicht.“ Die lange „Inkubationszeit“ des Zyklus hat Biographen, Editoren und Interpreten von jeher beschäftigt.

### Manuskripte, Briefstellen, Notizen
Der Vorabdruck des Zyklus – noch ohne Lucies Geschichte – fand von Januar bis Mai 1881 in fünf Folgeheften der Deutschen Rundschau statt. Keller fertigte das Manuskript zu jeder Folge im Wettlauf mit dem Setzer. Im Begleitbrief zur abschließenden Lieferung schrieb er dem Rundschau-Redakteur Julius Rodenberg: „Sie haben sich einmal nach der Entstehung des Manuskriptes erkundigt. Es ist, mit Ausnahme der Partie des Januarheftes, die erste und einzige Niederschrift, während die Novellen und der Rahmen vor zwei Dezennien schon im Kopf entworfen und seither meine stillen Begleiter auf Spaziergängen und beim Glase Wein gewesen sind. Dennoch wußte ich nicht viel davon, was aus jedem der Geschichtchen werden würde.“
Nach Fränkel zeigt die Manuskriptpartie des Januarhefts – sie umfasst die Anfangskapitel bis zur ersten Hälfte von Regine – „unverkennbare Merkmale einer Abschrift“. Als Vorlage diente offenbar ein in Berlin begonnenes, dann aber liegen gebliebenes Manuskript. Da dieses verschollen ist, lässt sich nicht mehr mit Sicherheit feststellen, wie weit der Autor es beim Abschreiben umgearbeitet hat. Die Entstehungsgeschichte des Sinngedichts liegt daher zu einem guten Teil im Dunkeln.
In den ersten zehn Jahren, die Keller sich mit den Galatea-Novellen trug, beschrieb er das Buch, das ihm vorschwebte, als heiter und elegant – „ein artiger kleiner Dekameron“ – und kündigte in zahlreichen Briefen an Verleger und Freunde dessen baldiges Erscheinen an. Doch nur ausnahmsweise verriet er etwas über Erzählstoffe und Gliederung. Von einem frühen Notizbucheintrag abgesehen bezeugen seine Aufzeichnungen kaum etwas über seine Pläne. Stellt man die brieflichen Äußerungen chronologisch zusammen, ergibt sich für die Zeit von 1855 bis 1860 allerdings nicht das Bild eines gemächlichen Ausspinnens „beim Glase Wein“, sondern das eines qualvollen Nicht-vom-Fleck-Kommens, schuldbewussten Vor-sich-her-Schiebens und melancholischen Wartens auf Inspiration.

### Chronologie der Entstehung
- 1851 entdeckt Keller in Berlin während der Arbeit am Grünen Heinrich das Logausche Epigramm und vermerkt es in seinem Notizbuch als Novellenstoff.
- 1853 sendet er seinem Verleger Eduard Vieweg „die Anfänge einiger Novellen“ und erläutert: „Galatea ist die Hauptnovelle und geht durch den ganzen Band, wogegen die übrigen in jene eingeschaltet werden.“[105]
- 1855, nachdem Vieweg auf sein Angebot nicht eingegangen ist, bietet Keller die „Sammlung heiterer und durchsichtiger Erzählungen“ dem Verleger Franz Duncker an, in dessen Haus er gern gesehener Gast ist. Er zeigt ihm die Novellenanfänge, die er sich unter Schwierigkeiten von Vieweg wiederbeschafft hat, – auch dieses Manuskript ist verloren –, und erhält den dringend benötigten Vorschuss nebst Vertrag. Darin verpflichtet er sich zu Strafabzügen vom Honorar, falls er das Manuskript nicht „bis Mitte November dieses Jahres“ liefert. Vor Ablauf der Frist teilt er Duncker jedoch mit, er habe „alle Lust verloren“, vertröstet ihn auf den folgenden Januar und bereitet seine Abreise von Berlin vor.[106]
- 1856–1860. Keller als freier Schriftsteller in Zürich kündigt Verleger und Freunden wiederholt die baldige Vollendung der Galatee an: 1856 antwortet er Dunckers Ehefrau Lina, die ihn mit der Frage nach den Fortschritten „ihrer“ Novellen gereizt hat, mit der Parodie auf den Besprechungsstil der Literatur-Salons: „Jedoch sind alle Wunderwerke, die ich bis jetzt ‚geschaffen‘, wahre Wischlappen im Vergleich zu den Novellen von vollendeter Klassizität, die jetzt mit noch ein ganz klein wenig Geduld zu erwarten ich Sie bitte. Nächstens werden sie erfolgen. Göttlich sind sie, von strengem Seelenadel, von endloser Grazie und getaucht in das ewige Halunkentum schnöder Verliebtheit, Vergißmeinnicht und rationeller Seidenzucht. Sie und ihre hochgeratene nach Süden gaffende Schwester[107] können dann darum würfeln, welcher ich das ‚Werk‘ dedizieren soll“ […].[108] Anderthalb Jahre später,
- 1858, als von den Strafabzügen nicht mehr die Rede ist, da sie das Resthonorar längst übersteigen, erklärt er der Brieffreundin resigniert: „Die Novellen sind hauptsächlich stecken geblieben, weil sie dem Plane nach ausschließlich aus Liebesgeschichtchen bestehen und mir die leichte Stimmung für dergleichen einstweilen abhanden gekommen ist, während ich durch mein hiesiges Leben für festere und löblichere Dinge angeregt wurde.“[109] Die Anspielung auf löblichere Dinge zielt auf Kellers politisch-publizistische Aktivität.
- 1860 teilt er seinem Freund Freiligrath, der weit weg in London lebt, das Logausche Epigramm mit und schreibt dazu: „Ferner sind nächstens fertig […] zwei Bändchen Novellen mit dem Titel ‚Die Galatee‘. Einer liest Logaus Distichon […] und reist aus, das Ding zu probieren. In diesen Novellen sind unter anderem 7 christliche Legenden eingeflochten.“[110] Gemeint sind die Sieben Legenden, deren Erstfassung seit 1857/58 auf dem Papier steht.
Duncker vertröstet er erneut: „Ihre Novellen rücken ihrem seligen Ende zu und werden zum letztenmal in die Mache genommen.“[111]
- 1861–1870, im ersten Jahrzehnt von Kellers Amt als Zürcher Staatsschreiber, fehlt in seiner Korrespondenz jeder Hinweis auf das Galatea-Projekt.
- 1871–1879 lässt Keller im Goeschen-Verlag Zug um Zug die Endfassung der Sieben Legenden und die vermehrte Ausgabe der Leute von Seldwyla erscheinen; nach seinem Rücktritt vom Amt (1876) außerdem die Züricher Novellen (vorabgedruckt in der Deutschen Rundschau) und drei Bände des umgearbeiteten Grünen Heinrich. Duncker, in geschäftlichen Schwierigkeiten, reagiert auf diese Veröffentlichungen enttäuscht. Als er seinen Verlag aufgeben muss, erfährt Keller davon, zahlt den einst gewährten Vorschuss samt Zinsen zurück und bewahrt sich damit die Freundschaft des Berliner Ehepaares.[112]
- 1880, noch während der Arbeit an der Neufassung des Grünen Heinrich, kommt Keller mit Rodenberg überein, die „Duncker-Novellen“ unter dem Titel Das Sinngedicht in der Deutschen Rundschau zu veröffentlichen. Den guten Vorsatz, nur noch Fertiges aus der Hand zu geben, kann er nicht einhalten und gerät erneut unter Zeitdruck. So erreicht die Partie für das Januarheft des Jahrgangs 1881 Rodenberg erst Anfang November 1880.[113]
- 1881, nach dem Abschluss des Vorabdrucks, revidiert Keller den Text, berücksichtigt dabei Kritik und Anregungen von Freunden und lässt Lucie ihre Lebensgeschichte erzählen. Die Buchfassung erscheint im November bei Wilhelm Hertz, Berlin, mit der Jahreszahl 1882.

### Versuche, die lange Entstehungszeit zu erklären
„So wenig vermochte Keller über die Dämonie des Dichterischen, die in Abgründe hinabreichte, aus denen ein höhnisches Echo seinen Vorsätzen antwortete.“ Jonas Fränkel
Fränkel zufolge erstrecken sich die typischen Abschreibefehler in der Rundschau-Druckvorlage „bis ungefähr Seite 80 unseres Textes“, d. h. bis an die Stelle, an der Altenauer Regine fragt, ob sie seine Frau werden möchte. Regines Reaktion („Sie zuckte zusammen, erbleichte und starrte ihn an, wie eine Tote“), ihre Tränen und ihre Flucht deuten auf das kommende Unheil. Das legt die Vermutung nahe, dass die Niederschrift ins Stocken geriet, weil Keller sich über Art und Ausmaß dieses Unheils nicht im Klaren war, vielleicht überhaupt noch davor zurückschreckte, die Geschichte tragisch verlaufen zu lassen. Zwei Umstände, ein literarischer und ein lebensgeschichtlicher, unterstützen diese Vermutung.

#### „Contra Auerbach“
Am Anfang einer Reihe von Einfällen, die Keller sich 1851 in Berlin notierte, findet sich dieser:
1. Variationen zu dem Logau’schen Sinngedicht
Wie willst du weiße Lilien etc.
2. Obige Novelle contra Auerbach.
Diese Notiz hat Karl Reichert als „den Kristallisationskern“ des Sinngedichts bezeichnet. Das Contra galt Berthold Auerbach, dem Autor der damals viel gelesenen und hoch gepriesenen Schwarzwälder Dorfgeschichten. Keller hatte bereits 1849 eine dieser Erzählungen, Die Frau Professorin, in einem Aufsatz anerkennend zitiert und kommentiert. Vom Lob nahm er jedoch eine Figur aus: den „miserabeln Reinhard in der ‚Frau Professorin‘“.
Auerbachs Herr Reinhard lebt als Künstler in einer süddeutschen Residenzstadt. Von dort zieht es ihn öfters in den Schwarzwald, wo er sich malend und jagend einer schwärmerischen Naturbegeisterung hingibt. In dem Dorfgasthaus, in dem er gewöhnlich absteigt, porträtiert er die schöne Wirtstochter Lorle. Maler und Modell verlieben sich, und als Reinhard zum Kunstprofessor avanciert, heiratet er das Mädchen. Mit Lorle hofft er, ein Stück Natur in die Stadt zu verpflanzen. Doch dann schämt er sich der Unbildung seiner Gattin, die als naives, aber keineswegs törichtes Volkskind gezeichnet ist. Das Malergenie zerfließt in Selbstmitleid, vernachlässigt die junge Frau und beginnt zu trinken. Da verlässt Lorle ihn und flieht in ihr Heimatdorf zurück.
Das Wort vom miserabeln Reinhard zielt nicht nur auf den Charakter, sondern auch auf die klischeehafte Zeichnung der Figur als des genialisch-zerrissenen Künstlers, der sich mit der Wahl zwischen Volksleben und Bildungstreiben, Natur und Kultur quält, – für Keller eine falsche Alternative. Wo Gemeinplätze an die Stelle lebendiger Figuren traten, ließ sich das, worauf es Keller ankam, nicht erreichen, nämlich den wirklichen Abstand zwischen bildungsfernen und gebildeten Schichten darzustellen. So befand er sich künstlerisch in einem Dilemma: Einerseits war er davon überzeugt, dass auch große Bildungsunterschiede zwischen Liebenden überbrückbar seien – er hatte einen konkreten Fall vor Augen. Andererseits widerstrebte der Regine-Stoff seiner ganzen Anlage nach einem platten Happy End.
Die Auseinandersetzung mit Auerbach hat im Sinngedicht von 1881 dreifach Spuren hinterlassen: in der Erzählung Von einer törichten Jungfrau, in Regine, sowie in der Rahmenhandlung selbst. Als Einwände formuliert besagen die drei Geschichten dies:
- Wenn sich eine törichte Wirtstochter mit einem ebenso törichten Herrn aus der Stadt zusammentut, kann daraus nichts werden. – Keller parodiert Auerbach.[119]
- Wenn ein gebildeter Mann ein charaktervolles und gescheites Dienstmädchen heiratet, so kann das gut gehen; es lauern aber Gefahren. – Keller schildert Regines und Altenauers Glück als schwankenden Steg über die trübe Flut unechter Kultur, auf welchem ein falscher Schritt katastrophale Folgen haben kann.
- Am besten fährt ein gebildeter Mann immer noch, wenn er sich in eine gebildete Frau verliebt, zumal eine wie Lucie, deren andersartige Bildung die seine ergänzt. – Keller lässt diesen gebildeten Mann Naturforscher sein und nennt ihn Reinhart (mit hartem t), entwirft ihn somit deutlich als Gegenfigur zu Auerbachs selbstmitleidigem Kunstprofessor Reinhard (mit weichem d).

Um die anhaltende Stockung der Niederschrift zu erklären, hat Reichert die These aufgestellt, Keller habe aus Besorgnis, es mit Auerbach zu verderben, diese Einwände zurückgestellt und zeitweilig erwogen, den Galatea-Rahmen mit den Sieben Legenden zu füllen, einem Stoff, der seinem einflussreichen Freund und Förderer nicht am Zeug flickte. Dagegen spricht die innige Verflechtung der „contra Auerbach“-Erzählungen mit der Rahmenhandlung: Ohne diese aufzulösen und damit das Projekt Variationen zu dem Logau’schen Sinngedicht vollständig über Bord zu werfen, hätte Keller schwerlich auf die Törichte Jungfrau, geschweige denn auf Regine verzichten können.

#### Jakob Henle und Elise Egloff
Einen anderen Grund für die lange Verzögerung der Fortsetzung von Regine nennt Jakob Baechtold, Kellers langjähriger Freund und Nachlassherausgeber. In seiner Keller-Biographie (1894–1897) berichtet Baechtold erstmals den konkreten Fall, der zu Kellers Überzeugung von einer möglichen glücklichen Verbindung zwischen gebildetem Mann und „Mädchen aus dem Volke“ beitrug:
Der Anatom und Physiologe Jakob Henle hatte während seines Aufenthalts in Zürich (1840–1844) die Näherin Elise Egloff kennengelernt. „Sie verliebten sich ineinander, und Henle führte seine Lisette nach vielen Seelenkämpfen und Wirrnissen, und nachdem er sie in einer rheinischen Pension etwas hatte ausbilden lassen, zu Ostern 1846 als sein Weib heim. Berthold Auerbach machte daraus seine ‚Frau Professorin‘, worüber Henle wenig erbaut war. Elise starb schon 1848. Es ist mir unzweifelhaft, dass Gottfried Keller […] bei der rührend schönen Gestalt der Regine Henles romantische Ehestandgeschichte im Auge hatte, aber mit zarter Zurückhaltung den Stoff auf Jahrzehnte hinaus beiseite legte.“
Keller war den Frischvermählten 1846 im alten Zürcher Freundeskreis Henles kurz begegnet. Als er zwei Jahre später Henle in Heidelberg besuchte, war Elise bereits an Lungentuberkulose gestorben. Keller hörte Henles anthropologische Vorlesung und hat den geschätzten Lehrer im Grünen Heinrich porträtiert. Sein Verhältnis zu ihm war indessen viel weniger eng als das zwischen Altenauer und dem Erzähler von Regine, doch nahm der Dichter an Elises Schicksal offenbar ähnlich warmen Anteil wie seine Figur Reinhart an dem Regines. Die erste, glückliche Hälfte der Regine-Novelle zeigt, stark verhüllt, die Umrisse der Liebschaft von Henle und Egloff, soweit sie Keller bekannt sein konnten. Die zweite, unglückliche Hälfte ist von ihm dagegen frei erfunden. Diese Erfindung – sie lief auf die Konstruktion eines bürgerlichen Trauerspiels in Novellenform hinaus – fiel ihm schwer. Was genau seine Erfindungskraft hemmte, lässt sich mangels klarer Selbstzeugnisse nicht entscheiden. Dies gilt auch für Baechtolds Vermutung, Kellers Zartgefühl gegenüber dem von Auerbachs Indiskretion gekränkten Henle sei der Grund gewesen.

## Rezeption

### Schriftstellerkollegen
„Am Abend liest mir Emilie den Anfang von G. Kellers neuster Novelle ‚Das Sinngedicht‘ vor. Originell, sorglich, im einzelnen auch schön und bedeutend, aber doch sonderbar komponiert (romantisch willkürlich) und mitunter gezwungen und unfein, so z. B. die Geschichte, die das schöne Fräulein von der ‚Waldhorns‘-Tochter erzählt. Es ist nicht humoristisch genug und wirkt im Munde einer jungen und klugen Dame beinahe häßlich.“

Hier fällt auf, dass ein Kollege, mit dem Keller weder persönlichen noch brieflichen Austausch pflegte, ganz ähnlich auf Lucies erste Erzählung reagiert wie ihr Zuhörer Reinhart: Des Fräuleins ausführliche und etwas scharfe Beredsamkeit über die Schwächen einer Nachbarin und Genossin ihres Geschlechts hatte ihn anfänglich befremdet und ein fast unweiblich kritisches Wesen befürchten lassen. Einige Monate später urteilt Fontane mit Anerkennung, aber immer noch besorgt:

„Emilie liest mir den Schluss der G. Kellerschen Novellen (Gesamttitel: Das Sinngedicht) vor. Es ist sehr schwer, über diese Novellen zu sprechen. Ist es eine höchste oder doch feinste Aufgabe, einem in kluger, einzigartiger und beständig durch geistreiche Sentenzen und Einzel-Schönheiten gewürzten, nie ins Triviale fallenden Weise etwas vorzuplaudern, so daß einem schließlich doch im Ganzen ein Wohlgefühl und im Einzelnen ein Gedanke, ein Bild in der Seele bleibt, – ist dies höchste Aufgabe, so kann man diese Dinge nicht hoch genug stellen. Es ist in der Tat etwas Superiores drin, das gerade was der Alltagsmensch nicht kann, nicht einmal zu können wagt. Ich bin mir aber doch nicht sicher, ob das Vorgeschilderte die Aufgaben sind, die man sich stellen soll. Eine exakte, natürlich in ihrer Art auch den Meister verratende Schilderung des wirklichen Lebens, das Auftretenlassen wirklicher Menschen und ihrer Schicksale, scheint mir doch das Höhere zu sein. Ein echtes, ganzes Kunstwerk kann ohne Wahrheit nicht bestehen, und das Willkürliche, das Launenhafte, so reizvoll, so geistreich, so überlegen es auftreten mag, tritt doch dahinter zurück. Ich weiß wohl, daß auch das Maß der Kunst in diesen Kellerschen Sachen, sehr groß ist und daß der sich sehr irren würde, der etwa glaubte, ihm diese Launen und Einfälle bequem nachmachen zu können, im Gegenteil, all dies ist wenigen gegeben und ist auch für diese gerade noch schwer genug. Es ist aber doch die Schwierigkeit der Künstelei. Und vor dieser hat man sich in der Kunst zu hüten.“

Conrad Ferdinand Meyer schrieb seinem Landsmann:

„Jetzt da die Linien des ‚Sinngedichtes‘ sich zu schließen beginnen, darf ich Ihnen berichten, wie sehr ich mich daran ergötze? Derart, daß, wo sich ein Bedenken meldet, dasselbe ohne weiters von diesem langsamen und gewaltigen Erzählen und Entwickeln überwältigt und erdrückt wird.
Obenan ‚Regine‘, darüber ist kein Wort zu verlieren. Die Gespenstergeschichte gibt zu lachen und zu denken. Der Gerichtsact des Vorüberschleppens in der ‚Baronin‘ wird durch das Barocke gemildert. Und schließlich Don Salvador mit seinem astrologischen Mantel und sonstigen Eigenschaften, der ‚einen Stuhl‘ heiratet, wenn ich recht berichtet bin! Der Rahmen reich und schwer. Unwahrscheinlichkeiten im Detail (– die man übrigens – so oder so – jedem Poeten, auch dem größten, vor- oder zugeben muß und es so gerne thut, wenn man – wie bei Ihnen – durch ein so intenses Vergnügen entschädigt wird) – Unwahrscheinlichkeiten im Detail werden durch das Substantielle des Ganzen quasi aufgehoben. Kaum sagt ein ‚gebildetes‘ Mädchen: ‚Den Teufel hoffst du!‘, aber wer möchte das entbehren?“

Keller dankte und antwortete: „Nach bekannter Unart muß ich noch die Wahrscheinlichkeit des Teufelsanrufs der sog. Hildeburg in Schutz nehmen, resp. gegen die Kritik bellen. Das betreffende Mädchen soll ja eine Art Original sein, welches sich erlaubt, was andere nicht. Der nächtliche Gespensterbesuch in den Schlafzimmern junger Herren ist viel unwahrscheinlicher und doch der Rückgrat der Geschichte. Übrigens gab es bei uns Damen aus vornehmen Häusern, die, noch vor 1798 erzogen, solche Originale vorstellten und unter anderm fluchen und pfeifen konnten wie die Fuhrleute.“
Auch Kellers Brieffreund Theodor Storm verband sein Lob mit Tadel:

„Mittlerweile erhielt ich eine Karte von Petersen aus Zürich, und darin, daß Sie seit Ihrer letzten Begegnung um 5 Jahre jünger geworden seien. Sollte mich auch wundern, wenn’s nicht so wäre. Dieser rosig frische Cyklus der neuen Novellen, wer das schreibt, der muß zu der Quantität Jugend, die ihm dazu eigen sein muß, dadurch noch ein gut Theil hinzugewinnen. Sie sollen dafür hoch gepriesen und bedankt sein. Damit Sie nun sehen, wie sehr mir das von Herzen kommt, so sollen Sie auch Ihre richtig vorgeahnten, und daher wohl gerechten Schelte bekommen, und zwar ohne alle Umschweife. Wie zum Teufel, Meister Gottfried, kann ein so zart und schön empfindender Poet uns eine solche Rohheit – ja, halten Sie nur hübsch still! – als etwas Ergötzliches ausmalen, daß ein Mann seiner Geliebten ihren früheren Ehemann nebst Brüdern zur Erhöhung ihrer Festfreude in so scheußlicher, possenhafter Herabgekommenheit vorführt! Hier stehe ich nicht mit dem Hut in der Hand und sage: ‚Wartet, der Dichter will erst seinen Spaß machen!‘ Nein, liebster Freund, das haben Sie nicht wohl bedacht, das muß vor der Buchausgabe heraus.“

Keller wies die Kritik zurück: „Leider bleibt die Geschichte mit den drei verlumpten Baronen, die Sie so geärgert hat, stehen, wie einer jener verwünschen Dachziegel an einem Hause, in dem es spukt. Sie haben aber übersehen, daß die Braut nebst den Hochzeitsgästen keine Ahnung von der Sache haben und der Brandolf ein Sonderling ist, der eine solche Comödie wol aufführen kann und die Hallunken schließlich doch versorgt.“
Paul Heyse gestand seinem Freund Keller nach Abschluss des Vorabdrucks Zweifel an Zusammenhang und Wahrscheinlichkeit ein. Ihm gegenüber berief sich Keller in einer vielzitierten Briefstelle auf die „Reichsunmittelbarkeit der Poesie“: [Bezüglich der psychologischen Motivierung] „glaubte ich, könne man zur Abwechslung etwa auch wieder die kurze Novelle cultiviren, in welcher man puncto Charakterpsychologie zuweilen zwischen den Seiten zu lesen hat, resp. zwischen den Facti, was nicht dort steht. […] Die Unwahrscheinlichkeit betreffend (von der größern oder kleineren Geschmacklosigkeit einstweilen abgesehen) so ist sie in allen diesen Fällen die gleiche. Auch die Geschichte mit dem Logau’schen Sinngedicht, die Ausfahrt Reinharts auf die Kußproben kommt ja nicht vor. Niemand unternimmt dergleichen, und doch spielt sie durch mehrere Capitel. Im Stillen nenne ich dergleichen die Reichsunmittelbarkeit der Poesie, d. h. das Recht, zu jeder Zeit, auch im Zeitalter des Fracks und der Eisenbahnen, an das Parabelhafte, das Fabelmäßige ohne Weiteres anzuknüpfen, ein Recht, das man sich nach meiner Meinung durch keine Culturwandlungen nehmen lassen soll.“
Heyse nach dem Erscheinen der Buchfassung:

### Ein Philosoph
„Im letzten Frühling bat ich meine alte Mutter, mir Ihr Sinngedicht vorzulesen, – und wir beide haben Sie dafür aus vollem Herzen gesegnet (auch aus vollem Halse: denn wir haben viel gelacht): so rein, frisch und körnig schmeckte uns dieser Honig.“